# 中山トンネル (上越新幹線)

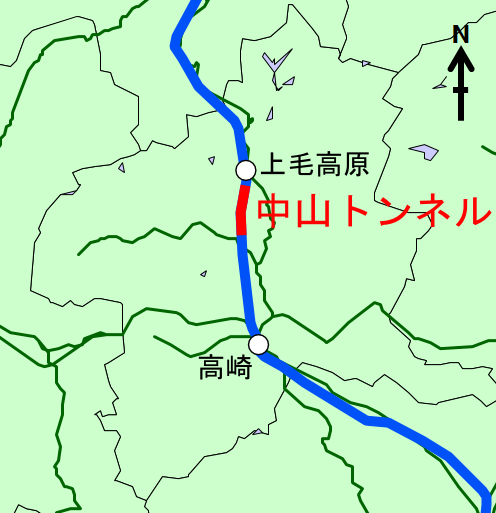
群馬県内における上越新幹線の経路と中山トンネルの位置

中山トンネル（なかやまトンネル）は、上越新幹線の高崎駅 - 上毛高原駅間にある、総延長14,857 mの複線鉄道トンネルである。
高崎方面から上毛高原方面へ進行すると榛名トンネルの次、高崎以北において2番目に通過するトンネルである。建設中に2回の大出水事故を起こして難工事を極め、2回の経路変更によりようやく完成した。経路変更に伴いトンネル内に半径1,500 mの曲線が生じたため、営業速度275 km/hの新幹線がトンネル内の曲線部分を通過するときには160 km/hに減速せざるをえなくなった。
日本において初めて新オーストリアトンネル工法 (NATM) が採用されたトンネルである。
当初の予想を大幅に超えた難工事による工期の遅れから、中山トンネルの工事は上越新幹線全体の開業に多大な影響を与えることとなり、事前の地質調査の重要性など、多くの教訓を残すこととなった。

## 建設の背景
先に開通していた東海道新幹線や建設が行われていた山陽新幹線に引き続き、「国土の均衡ある発展を図る」ことを目的として1970年（昭和45年）に全国新幹線鉄道整備法が制定された。これにより東京と新潟を結ぶ高速鉄道として上越新幹線を建設することが決まり、1971年（昭和46年）1月に基本計画決定された。そしてわずか10か月ほどの準備期間を経て同年10月に起工されたが、この準備期間はいささか短すぎるものであった。また準備に際しても、過去に難工事を経験した在来線の上越線用の清水トンネル・新清水トンネルと並行しており、かつ上越新幹線でもっとも長い大清水トンネルに注目が集まり、中山トンネルに対しては十分な準備がなされたとは言えない状況であった。

### 経路の選択

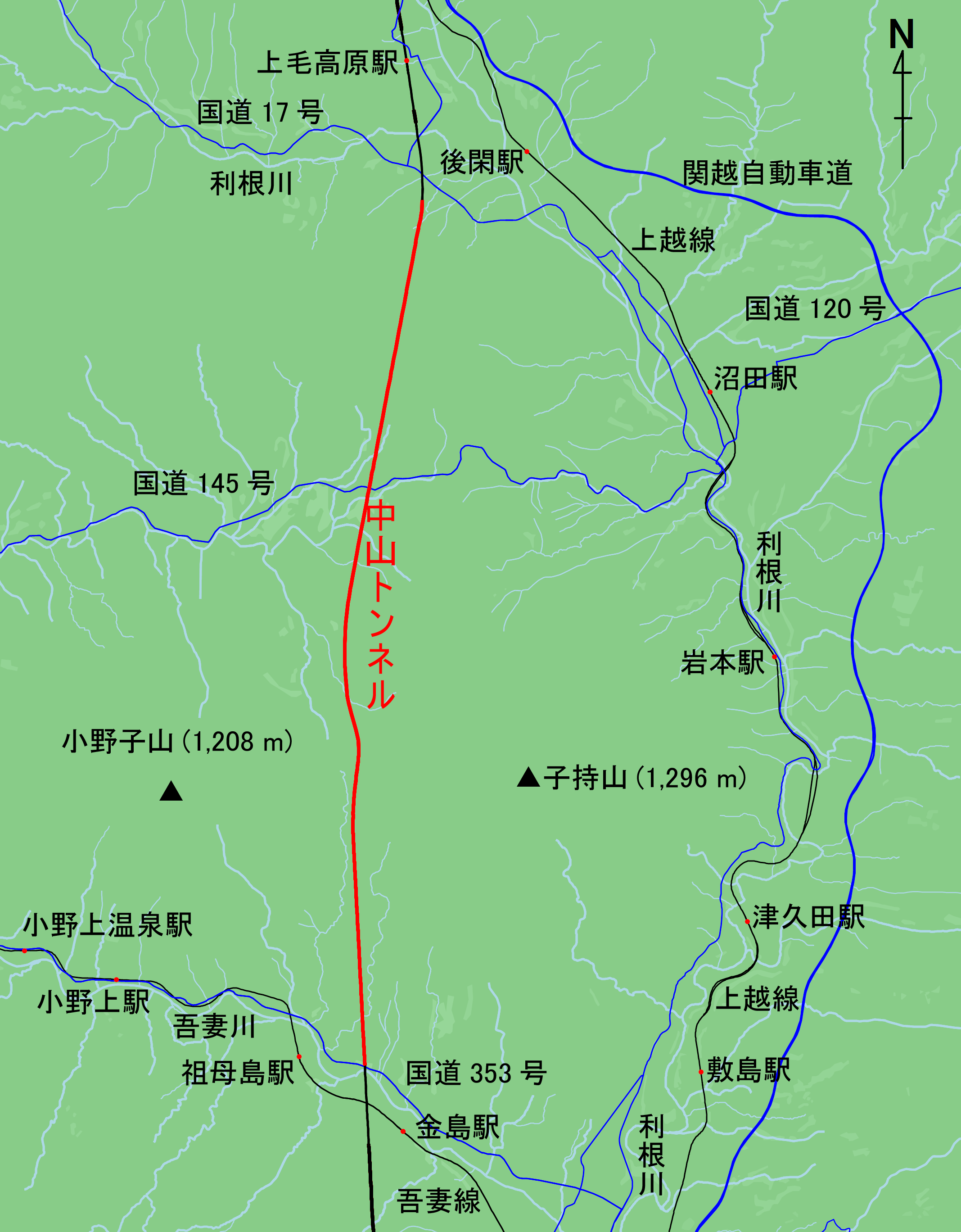
中山トンネルと周辺の川や道路の位置関係

群馬県内における上越新幹線の経路としては、上越線のように利根川に沿う経路ではなく、それより西に寄った月夜野の高原地帯の下をトンネルで貫く経路が選択された。これに関しては、上毛高原駅周辺の土地開発に絡む利権からの決定であるという主張がある。一方、当時計画されていた沼田ダムとの関連を指摘する意見もある。新潟大学名誉教授の大熊孝は「群馬県に計画されていた沼田ダムでの水没予定地を避けて関越自動車道と新幹線の経路が選択されたと理解している」と発言している。
実際に建設された中山トンネルは、小野子山と子持山の間の火山活動でできた高原地帯の下を貫く経路が選択されている。これに関しては、子持山の東側を利根川に沿ってトンネルで貫く経路も検討されていた。実際に採用された経路ではなだらかな高原地帯の下に建設したため、トンネルの建設位置に取り付く経路として斜坑を建設するときわめて長大なものにならざるを得ないことから、鉄道のトンネルとしては前例の少ない立坑を掘らなければならなかったのに対して、子持山東麓経路では利根川沿いからトンネルへ取り付く経路を設定できて施工条件は良いとされた。事前の検討でも子持山東麓経路が本命で直行ルートは当て馬的に考えられていたという証言がある。しかし子持山東麓経路ではその手前で渋川の市街地を長く通過することになって土地買収の困難が予想されたことや、前後の駅設置位置との関係などの問題があった。また当時東北新幹線において水沢や花巻などの中間駅設置の要望が強かったが、国鉄としては新幹線の速達性を損なう中間駅の増設に否定的な立場であった。利根川沿いに北上する経路を採用した場合、渋川と水上に駅を設置することが検討されていたが、このような駅間距離の短い駅の配置を上越新幹線で採用する影響が東北新幹線に波及することを国鉄のトップが恐れたこともあり、最終的に現経路が選択された。

## 建設計画

### 建設担当
上越新幹線はそれまでの新幹線と異なり、初めて日本鉄道建設公団（以下、公団と略す）（現 鉄道建設・運輸施設整備支援機構）が担当することとされた。このため中山トンネルも公団が担当して建設することになった。公団ではこの上越新幹線の工事にあたり、大宮起点126 km330 m地点（在来線の水上駅付近）より南側を担当するために東京新幹線建設局を設置した。その下で実際に中山トンネルの建設を担当したのは、高山鉄道建設所である。

### 建設基準

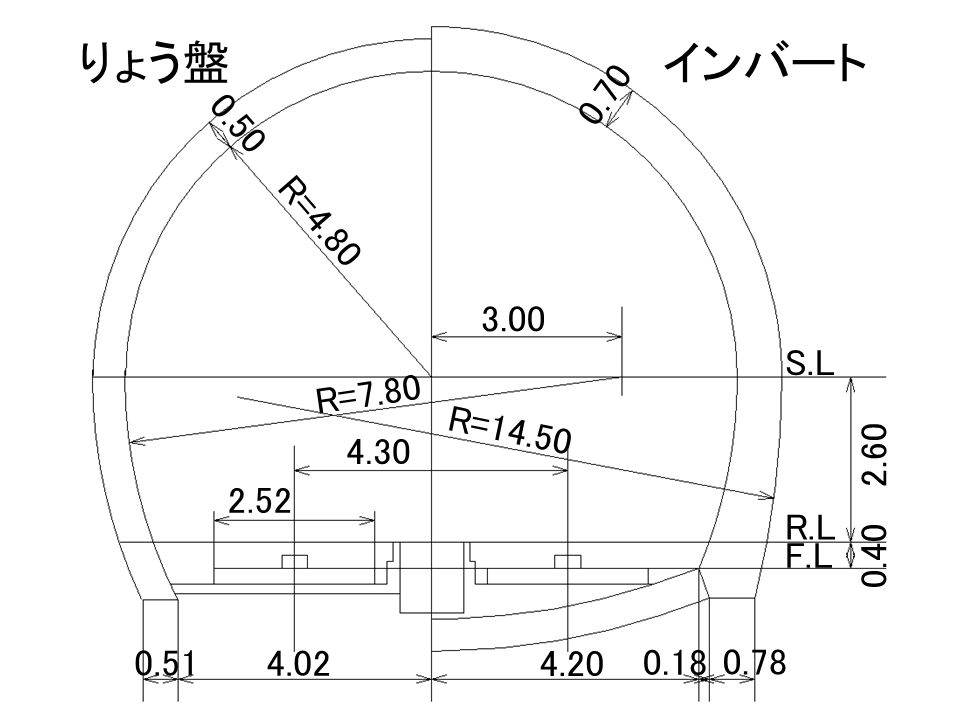
上越新幹線の標準トンネル断面図

上越新幹線建設にあたっては、乗り心地の限界、蛇行動発生の限界、粘着の限界など諸限界を考慮の上で、近い将来に改良して向上できる限界も加味して、計画最高速度を250 km/hと設定した。ただし、自動列車制御装置 (ATC) によってブレーキが動作する速度（許容最高速度）は260 km/hである。実際には開業時には最高速度210 km/hで走行し、その後240 km/hに高速化し、1990年（平成2年）3月10日のダイヤ改正から下り2本のみ大清水トンネル内の下り勾配を利用して275 km/h運転を実現したが、1999年（平成11年）12月ダイヤ改正で275 km/h運転は中止され、240 km/h運転となっている。
車両限界と建築限界については、東海道・山陽新幹線に比べて縮小することでトンネル断面積の削減を検討したが、将来的な直通運転への対応やサービス向上に対する弾力性などを考慮し、また工事費の節減効果が少ないとされたことから、東海道・山陽新幹線と同じ断面が採用された。軸重は、東海道・山陽新幹線では16 tであったが、雪害対策を施したために1 t増加して17 tとなった。これに合わせて活荷重は新P-17標準活荷重およびN-16標準活荷重を採用している。
最小曲線半径については山陽新幹線の基準を踏襲し、停車場外では4,000 m（やむを得ない場合3,500 m）と設定されていたが、後述するようにこれは結果的に達成できず、トンネル内に半径1,500 mの曲線が設定されることとなった。縦曲線半径は15,000 m以上、最急勾配は15パーミル以下、延長10 km間平均勾配で12パーミル以下とされた。軌道中心間隔は4.3 mで、軌道は全面的にスラブ軌道を採用している。トンネルの断面は、ほぼ山陽新幹線のものを継承している。基面の幅は、レール面の下0.4 mの高さ（基面）で直線区間では8.4 m、スプリングライン（トンネル側壁から上部の円形部分への接続点）の高さはレール面から2.6 m、アーチ（トンネル上部の円形部分）の半径は4.8 mである。

### 線形
中山トンネルは、大宮起点101 km 710 m地点から116 km 540 m地点に至る区間にある。このためトンネルの長さは14,830 mのはずであるが、実際にはトンネル内に2か所の重キロ程（キロ程の重複地点、詳細は後述）があり、27 mが加算されて全長は14,857 mとなっている。トンネル内での勾配は、大宮方から新潟方へ向けて12パーミルの上り片勾配として計画されていたが、実際に完成したトンネルでは一部に11.9パーミル区間がある。平面線形は、トンネル中間付近で下り列車に対して右へ半径6,000 mの曲線と、トンネル出口付近で下り列車に対して左へ半径4,000 mの曲線が計画されていた。これは建設中の2回にわたるルート変更により、半径1,500 mの曲線が挿入されている。トンネルが通過している地域は子持山と小野子山の間の鞍部にあたり、標高400 - 650 m程度の高原地帯で、土被りは200 - 400 m程度である。

### 工区割
中山トンネルのように長大なトンネルを両側の坑口からの工事のみで建設すると、完成までに非常に長期間を要するため、通常は斜坑や横坑で本坑の中間に取り付いて中間からも工事を進めることで工期の短縮を図る。斜坑や横坑はあくまで準備のためのトンネルであり、これそのものの工事に時間がかかっては意味がないので、トンネルそのもののルート選定の際に斜坑や横坑の建設のしやすさが考慮されることが通例である。しかし、中山トンネルは高原状の地形の部分に建設されており、本坑に取り付く横坑・斜坑を建設するために適当な谷筋がなく、立坑を建設しなければならなくなった。鉄道のトンネル建設に際して立坑を掘ることは珍しく経験者がほとんどいなかったために、立坑の工事経験の多い炭鉱へ技術者を研修に派遣して対処しようとした。ところが、炭鉱では地質年代が古い地層に立坑を掘ることがほとんどで湧水が少なく、中山トンネルの新しい時代の地層とは大きく様相が異なって、大きな誤算を生む要因となった。
中山トンネルでは当初、表に示したように起点側から小野上南、小野上北、四方木（しほうぎ）、高山、中山、名胡桃（なぐるみ）の6つの工区に分割して着工された。資料によっては小野上南を小野上（南）、小野上北を小野上（北）のように表記しているものもあるが、以下ではカッコなしで表記する。このうち両坑口から着工した小野上南、名胡桃を除く中間4工区については、立坑3本、斜坑1本を用いて取り付くことになった。中でも立坑は300 mにもおよぶ高さとなった。
小野上北工区については、斜坑の建設中に大出水事故を起こし、斜坑の経路変更を行った。しかしそれでも掘削を進めることができず、その間に順調に工事を進めてきた小野上南工区が小野上北工区の範囲にさしかかる見込みとなったことから、途中で契約解除となり工区が廃止となった。結果として小野上北工区は本坑の完成に何らの寄与もすることができず、むしろトンネル周辺の渇水被害などをもたらす結果となってしまった。以降の建設は3つの立坑と両坑口から行われることになった。こうした難工事で本坑建設が進まなかった他の工区を救援することになった小野上南工区と中山工区は、全長が5 km近い長大なものとなった。
| 工区名       | 工区名       | 小野上南                   | 小野上北                                                              | 四方木                               | 高山                                 | 中山                                 | 名胡桃                    |
| ------------ | ------------ | -------------------------- | --------------------------------------------------------------------- | ------------------------------------ | ------------------------------------ | ------------------------------------ | ------------------------- |
| 着工         | 着工         | 1972年9月1日               | 1973年3月1日                                                          | 1972年2月8日                         | 1972年6月1日                         | 1972年6月1日                         | 1973年1月10日             |
| 竣工         | 竣工         | 1982年2月1日               | 1976年11月18日 （契約解除）                                           | 1982年3月31日                        | 1982年3月31日                        | 1982年3月12日                        | 1976年7月31日             |
| 計画         | キロ程       | 101 km710 m - 104 km610 m  | 104 km610 m - 106 km300 m                                             | 106 km300 m - 109 km200 m            | 109 km200 m - 112 km100 m            | 112 km100 m - 114 km900 m            | 114 km900 m - 116 km540 m |
| 計画         | 延長         | 2,900 m                    | 1,690 m                                                               | 2,900 m                              | 2,900 m                              | 2,800 m                              | 1,640 m                   |
| 実績         | キロ程       | 101 km710 m - 106 km 430 m | （工区廃止）                                                          | 106 km430 m - 107 km500 m            | 107 km500 m - 110 km300 m            | 110 km300 m - 114 km900 m            | 114 km900 m - 116 km540 m |
| 実績         | 延長         | 4,720 m                    | （工区廃止）                                                          | 1,070 m                              | 2,827 m                              | 4,600 m                              | 1,640 m                   |
| 作業坑       | 作業坑       | 横坑188 m 101 km860 m地点  | 斜坑（当初）810 m 104 km900 m地点 斜坑（変更）626.6 m 104 km660 m地点 | 立坑372 m 107 km734 m 本線左20 m地点 | 立坑295 m 109 km460 m 本線右20 m地点 | 立坑313 m 112 km640 m 本線右20 m地点 | なし                      |
| 湧水量       | 湧水量       | 40 t/分（最大95 t/分）     | 8 t/分（異常出水時340 t/分）                                          | 7 t/分（異常出水時80 t/分）          | 15 t/分（異常出水時110 t/分）        | 0.5 t/分                             | 0.3 t/分                  |
| 作業軌道軌間 | 作業軌道軌間 | 912 mm                     | -                                                                     | 762 mm                               | 912 mm                               | 912 mm                               | 912 mm                    |
| 施工業者     | 施工業者     | 鉄建建設                   | 三井建設                                                              | 佐藤工業                             | 大林組                               | 熊谷組                               | 清水建設                  |
| 平均月進     | 平均月進     | 40 m                       | -                                                                     | 9 m                                  | 24 m                                 | 37 m                                 | 38 m                      |
| メートル単価 | メートル単価 | 576万円                    | -                                                                     | 3467万円                             | 1284万円                             | 470万円                              | 153万円                   |

### 地質

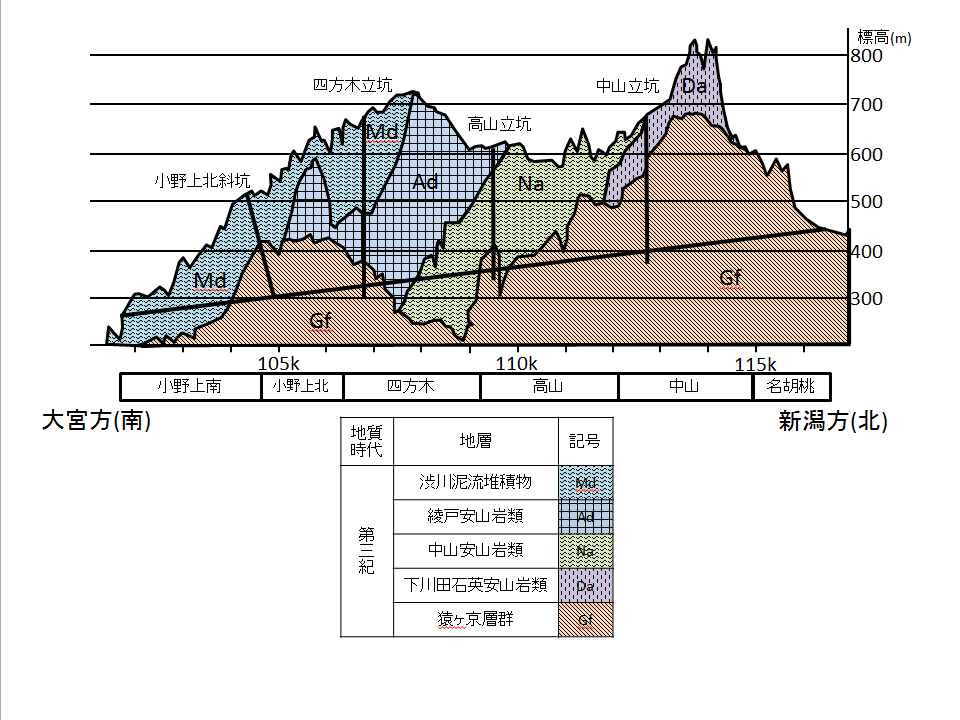
1973年8月時点での中山トンネル付近地質縦断面図

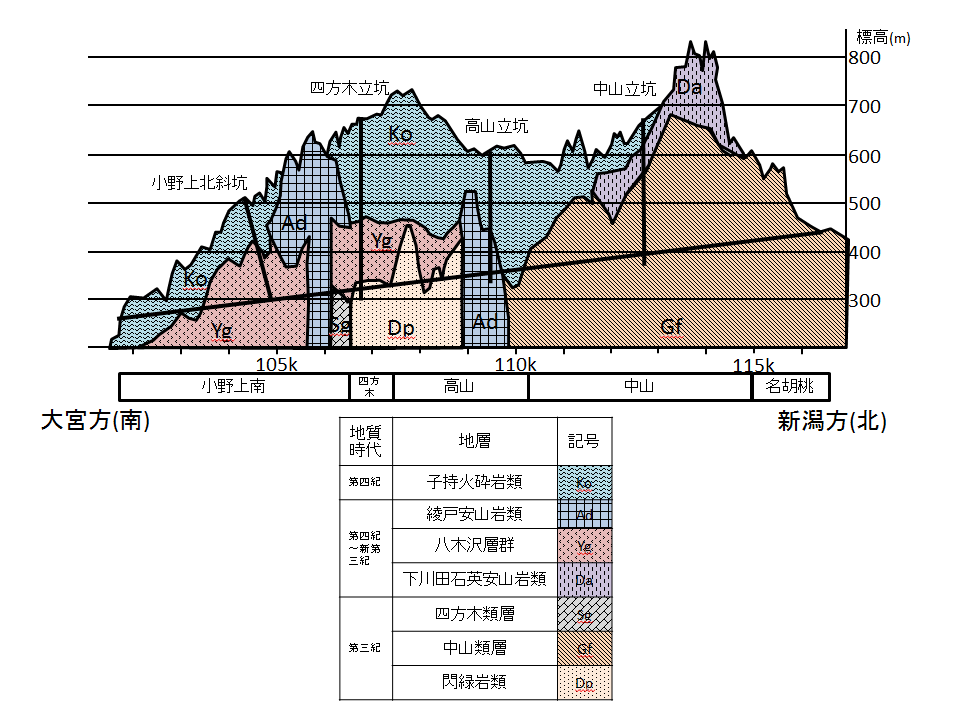
1976年2月時点での中山トンネル付近地質縦断面図

中山トンネル付近では地表付近を火山泥流堆積物が厚く覆っており、また土被りが300 - 400 mにも達することから、地表面からの踏査で地質を調査することは難しかった。そこでボーリングと弾性波探査（人工地震波による調査）による地質調査が実施された。立坑に着手した1971年度（昭和46年度）の時点では12本のボーリングが実施されたが、コアの採取率が悪く詳細な地質は不明のままであった。その後、1972年度（昭和47年度）に追加のボーリング15本と弾性波調査が実施され、1973年度（昭和48年度）に総合解析としてトンネル全区間の地質縦断面図が作成された。
この当初作成された地質縦断面図では、トンネル本坑周辺のかなり広い範囲で猿ヶ京層群 (Gf) という堆積岩が分布していることになっていた。この堆積岩は約3000万年前に堆積して、長い年月の間に岩石化が進行し、湧水のほとんどないよく固結した良好な岩盤であるとされた。実際に中山立坑では工事中の湧水が少なかったこともあり、当初工事が難航していた四方木立坑や小野上北斜坑も、もう少し深く掘り下げれば堆積岩層に入って好転するものと期待されていた。しかし実際にはいつまでたっても良好な岩盤が現れることはなかった。
1974年（昭和49年）9月に小野上北斜坑において大出水事故が発生し、これを受けて70本以上のボーリング調査が追加実施されて、1976年（昭和51年）に再度地質縦断面図が作成された。これによれば、当初四方木立坑や小野上北斜坑の下部にあるとされていた緑色凝灰岩を中心とした固結した堆積岩は、実際には未固結凝灰角礫岩（八木沢層、Yg）であることが判明した。八木沢層は古く見積もっても数百万年前程度に堆積したもので、ほとんど未固結であり、中山トンネルの工事を難航させた最大の原因となった。
また、四方木立坑から高山立坑にかけての本坑付近に閃緑岩類 (Dp) の存在が確認された。この閃緑岩は固くてトンネルを建設するのに適した地層であるが、中山トンネルにおいてはその上部が不整合面を形成していた。不整合面はかつての地表面で、その上に新たに堆積物が積み重なって地層の境界となっている。このためかつての地表面そのままに境界面に山や谷が形成されていて複雑な起伏があり、地表からのボーリング調査によって構造を正確に把握するのは困難であった。そして、トンネル施工基面がこの不整合面にほぼ一致していたため、本坑付近の地質分布が大変複雑なものとなってしまった。特に問題があったのは、本坑は不整合面の下部の閃緑岩層にあるが、不整合面までの高さが薄くなっている部分で、不整合面の上は20気圧近い水圧のかかった地下水を含む八木沢層であるため、本坑へ水が浸透してくることが問題となった。このため薬液注入を実施して対策を施したが、それでもそうした場所での大出水事故を招くことになった。一方でそうした起伏に富んだ不整合面を把握することで、帯水層までの十分な離隔を置いた位置へのルート変更を行うことが可能となった。

### 工期
1971年（昭和46年）に当初の工事実施計画が認可された時点では、上越新幹線の完成は1976年度（昭和51年度）と設定されていた。約5年の工期は、東海道新幹線や山陽新幹線の実績を考えれば、それほど無謀な設定ではなかった。しかし建設中の1973年（昭和48年）には第一次オイルショックに見舞われ、建設予算の削減や新規発注の凍結が行われ、工事の遅れに直結した。中山トンネルでは、当初完成予定のはずの1976年度の時点で四方木や高山の立坑がようやく完成して本坑の工事に入る段階で、工事が大幅に遅れていることは明らかであった。
こうしたことから、1977年（昭和52年）3月24日の工事実施計画変更申請、同3月30日認可により、完成予定は1980年度（昭和55年度）へと延期となった。しかし出水事故などに見舞われて工期はさらに遅延することになり、1980年（昭和55年）12月24日には1982年（昭和57年）春に東北・上越新幹線を同時開業させる方針が発表された。ところが中山トンネルで2回目の出水事故が発生して、最終的に東北新幹線との同時開業の断念に追い込まれた。結局上越新幹線は1982年（昭和57年）11月15日の開業と決定し、これに間に合わせるべく突貫工事を続け、中山トンネルを同年3月に完成させた。

## 建設
建設工事は6つの工区それぞれにおいて行われた。以下工区別に、本坑への取り付きのための立坑や斜坑の工事を四方木、高山、中山、小野上工区の順にまず説明する。続いて本坑の工事を両端から工事した名胡桃工区、小野上南工区を先に説明し、また立坑を用いた工区の本坑工事については、大きな問題のなかった中山工区を最初に、四方木工区における本坑工事と1回目の出水事故とその復旧工事および1回目のルート変更、高山工区における本坑工事と2回目の出水事故とその復旧工事と2回目のルート変更、そしてトンネルの完成の順番で説明する。最後にトンネル工事に伴う渇水対策を説明する。

### 本坑への取り付き工事

#### 四方木立坑

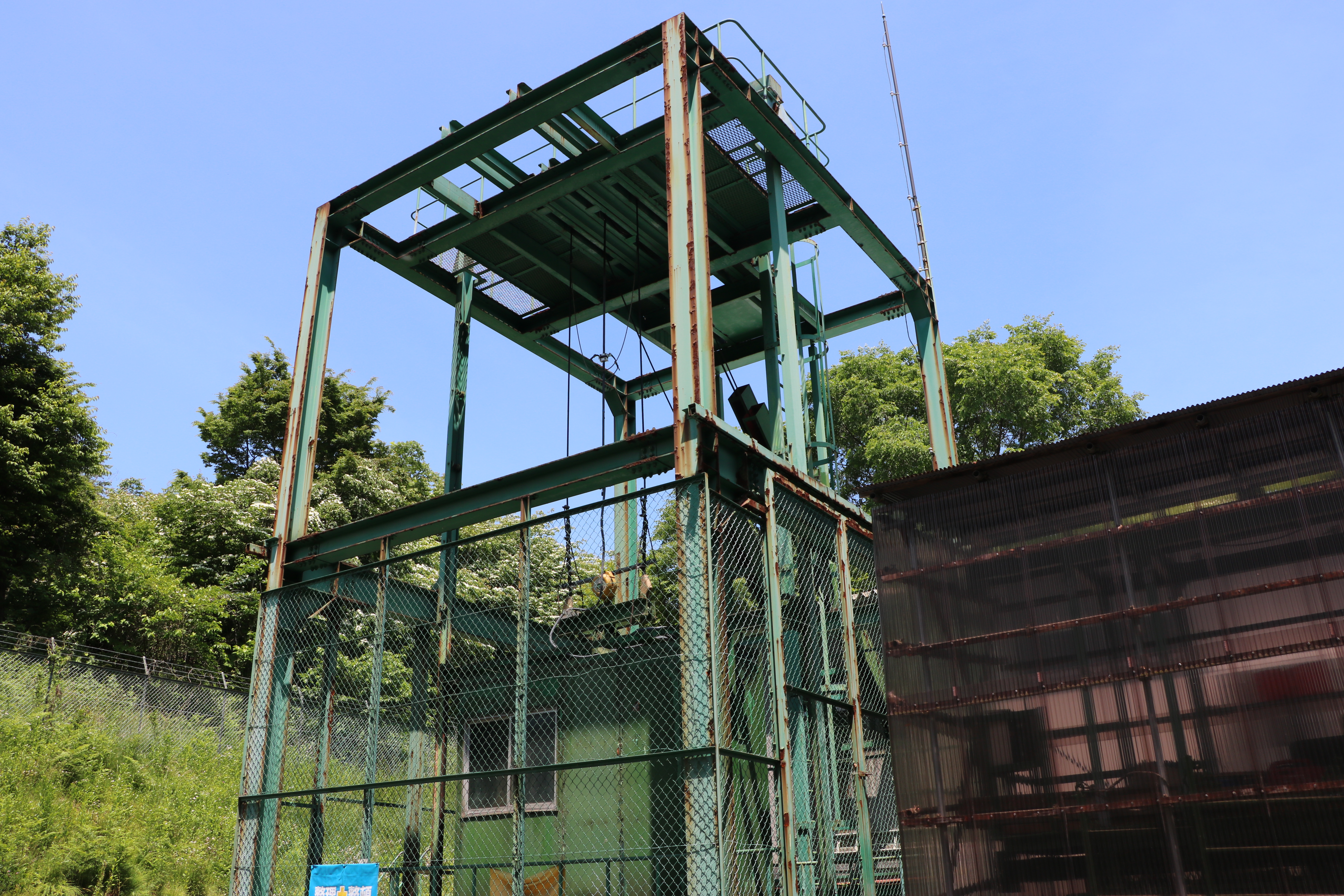
四方木立坑跡地。立坑は揚水施設として再利用されている。鉄骨ケージの中にワイヤーで吊るされたエレベーターが確認できる。

1972年（昭和47年）2月8日、東京新幹線建設局管内で最初の工事として、四方木工区の工事が佐藤工業に対して発注され、同年4月に着工した。四方木工区は当初計画では大宮起点106 km300 m地点から109 km200 m地点までの2,900 mを担当することになっており、107 km734 m地点の下り列車に対して本線左側20 mの離れの地点に立坑を建設して取りついた。立坑の地表面から施工基面までの深さは336.6 m、施工基面より下にさらに35.0 m掘り、総深度は371.6 mである。立坑の内径は6.0 mである。
立坑を掘るには、20 - 40 m程度掘削してから覆工（コンクリートで巻き立てを行う）するロングステップ工法と、1.5 - 3.0 m程度掘削してすぐに覆工するショートステップ工法があるが、湧水が多く地質の悪い中山トンネルでは地山（トンネル周辺の地盤）の緩みの少ないショートステップ工法が採用され、1回の覆工長を2.4 mに設定した。ただし深度173 m以深は1.5 mピッチとなっている。掘削作業では、穴をあけてダイナマイトを装填して発破を行い、エキスカベータを底に降ろしてずり（残土）を集めてキブル（立坑において資材運搬に使用する大きなバケット）を使って搬出し、その後に壁面のコンクリート打設を行うという手順を繰り返して掘り下げていった。掘削中に発生する湧水対策として、揚程40 m、揚水量500リットル/分のタービンポンプを2系統、30 m間隔で設置して地上へ揚水するようにしたが、湧水量の増加に揚水が追い付かなくなり、3回にわたる揚水計画変更により1,500リットル/分のポンプを6系統備えたものに増強され、これ以外に予備1,500リットル/分、また清水用深井戸ポンプ揚程160 m、3,000リットル/分も備えた当初の12倍の揚水能力へ向上が実施された。
4月の着工後、19.2 m地点まで掘り下げを行うともに立坑掘削の設備の準備を進めて、掘削設備の完成した10月からは本格的に掘削が開始された。掘削が86 mまで進んで地下水位に到達した時点から湧水が始まり、次第に水量が増加していった。深度100.8 mに達した1972年（昭和47年）12月29日より第1回の坑底注入が実施された。坑底注入は、立坑の底から下へ向けて多数のボーリングを実施して、セメントミルクや水ガラスを注入して坑底から約30 mの範囲で地質改良を行って、湧水を止める作業である。坑底注入作業中は坑底がそのための機械に占拠されてしまうため、その期間中掘削は止まってしまうことになった。1973年（昭和48年）1月27日から掘削を再開したが、すぐに湧水が増加してしまい、第2回坑底注入を迫られることになった。こうして工事は掘削と坑底注入の繰り返しで進められることになった。第3回坑底注入では、坑底にカバーコンクリートを打設してからボーリングを実施しようとしたが、厚さ2.4 mのカバーコンクリートが水圧で持ち上がってしまい、7.2 mまで厚さを増加させなければならなかった。深さを増すにつれて水圧はさらに増大して施工条件は悪化していき、当初見込んでいた月間50 mの掘削など到底望めない状態となった。結局、第1回100.8 m、第2回112.8 m、第3回139.2 m、第4回152.3 m、第5回162.9 m、第6回175.6 m、第7回204.7 m、第8回318.0 mと、都合8回の坑底注入を繰り返すことになった。
深さ158 m付近で堅固な安山岩の層に入ったが、10 mほど下で再び未固結な火山噴出物層に入ることは予測されていたため、この安山岩層を利用して深さ162.9 m地点で立坑周辺に鉢巻状にトンネルを掘って注入基地を設けることになった。これは坑底で注入を行うとその期間掘削が中断してしまうため、立坑の周辺に設けた注入基地からボーリングして立坑周辺へ注入を行うことで、注入と掘削を同時並行して進めるものであった。しかし多少の効果はあったものの、注入基地からの注入距離が長くなるにつれて効果が薄れ、期待通りの成果とはならなかった。
こうした悪戦苦闘の末、1976年（昭和51年）8月12日についに371.6 mの立坑の掘削工事を完了した。立坑を建設した後、本坑施工の準備のために立坑設備の工事（バントン工事）を行った。これは立坑にエレベーター、ずりだしスキップ、揚水管、風管、コンクリート管、高圧ケーブルなどを設置するもので、1977年（昭和52年）4月27日に着手し11月30日に完了した。
四方木立坑の工事に際して発生した他の問題としては、排水処理の問題がある。四方木立坑の湧水は、吾妻川の支流である関口沢川に放流されていた。この川はイワナやヤマメの漁場であり、また中流部にわさび田、養鱒場があって、下流では田んぼにも水が使用されているため、排水中の無機物を除去する対策を必要とすることになった。このため毎分10トンの処理能力を持つシックナー（排水処理設備）を設置し、凝集剤としてポリ塩化アルミニウム (PAC) を使用して無機物除去を行った。さらにコンクリート打設に伴って排水のpHが上昇したため、硫酸を投入して中和を行った。ところが立坑内の湧水増大に対応するために注入薬剤を効果の高い有機性薬剤に変更したところ、シックナーの処理効率が低下し放流水の生物化学的酸素要求量 (BOD) が上昇し、川に水わた（鉄バクテリアの一種）が発生して汚染されることになった。これに対して接触酸化装置の導入や改良の対策が実施された。さらに湧水量の増大に対応してシックナーの増設や、中和に伴う硫酸イオン増加の悪影響に対処するために炭酸ガスによる中和設備を導入するなど、改良を行ってきた。また排水処理施設の負荷軽減を図るため、注入基地より上部からの綺麗な湧水を別途専用のポンプで揚水して、処理設備を通さずに直接放流するようにしていた。同様の排水対策は、他の工区でも実施されている。

#### 高山立坑

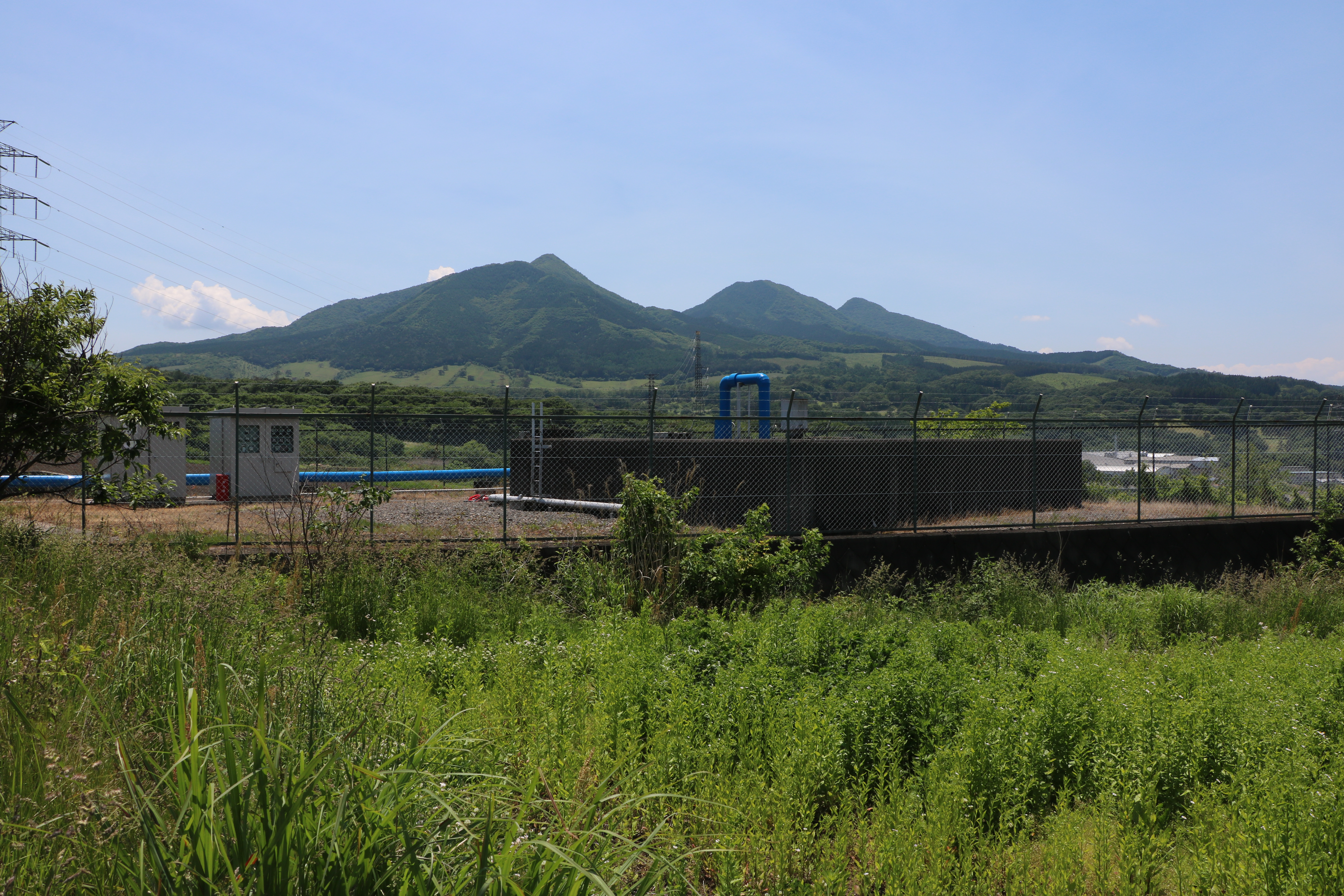
高山立坑跡地。正面は小野子山。

高山工区は大林組に対して発注され、1972年（昭和47年）8月に着工した。高山工区は当初計画では大宮起点109 km200 m地点から112 km100 m地点までの2,900 mを担当することになっており、109 km460 m地点の下り列車に対して本線右側20 mの離れの地点に立坑を建設して取りついた。立坑の地表面から施工基面までの深さは260.0 m、施工基面より下にさらに35.0 m掘り、総深度は295.0 mである。立坑の内径は6.0 mである。
高山立坑では、四方木立坑に比べても浅い位置に地下水位があることが分かっていたため、掘削開始前に地上から注入作業を行った。35 mずつ8ステップに分けて、掘削予定の深さのほぼ全体にわたって薬液の注入を行って、湧水の防止を試みた。しかし、坑底での注入では地下水位の下で作業を行うため、注入用のボーリング穴を開けたときに地下水が噴出してこなくなれば十分薬液が注入されて止水されたと判断できるが、地下水位の上で作業を行う地上からの注入ではボーリングをしてももともと地下水の噴出が無く、薬液の注入効果を確認できないという問題があった。
1973年（昭和48年）1月になりようやく立坑の掘削工事を開始した。四方木立坑と同様の手順でショートステップ工法により掘削を推進したが、51.8 m地点で約1.5トン/分の湧水に見舞われて掘削不可能となった。そこで高山立坑でも坑底注入を実施することになり、カバーロックコンクリートを施工してボーリングを行い、薬液注入を行ってから掘削し、再びボーリングと注入を行うという段階的な注入方式を実施した。しかし59.8 m地点で再度約0.8トン/分の湧水に見舞われ、経済的にも工期的にも問題のあった段階的な注入方式の見直しが行われた。
続いて採られた対策はディープウェル（深井戸）の掘削である。立坑の周囲に30 cm径の穴を8本、深さ200 mまで掘削し、ポンプでこの穴から水をくみ上げてしまうことで、地下水位そのものを下げようという対策であった。ディープウェル1本あたり3トン/分のポンプを設置し、8本合計で24トン/分の排水を続けたが、水位は100 m程度までしか下がらなかった。さらに低温の排水が周辺の水田に低温障害を引き起こしていたこともあり、これ以上のポンプ増設は困難であった。ともかく、ディープウェルによる汲み上げと坑底注入の併用で、深さ119 mまで掘削を行った。
その後、深さ200 m付近にあることがわかっている安山岩層まで、残り80 mほどの掘削にあたって、フランスで開発された注入工法であるソレタンシュ式注入工法（ソレタンシュ地盤改良工法）を採用することになった。この工法ではより精密に所定量の薬剤を必要な場所に注入することができるという特徴がある。3回に分けての注入が実施され、1975年（昭和50年）9月に深さ195 m付近で安山岩層に到達し、その後は順調に工事が進められた。1976年（昭和51年）6月4日に坑底に到達した。その後10月15日からバントン工事が行われ、1977年（昭和52年）5月15日に完了した。

#### 中山立坑

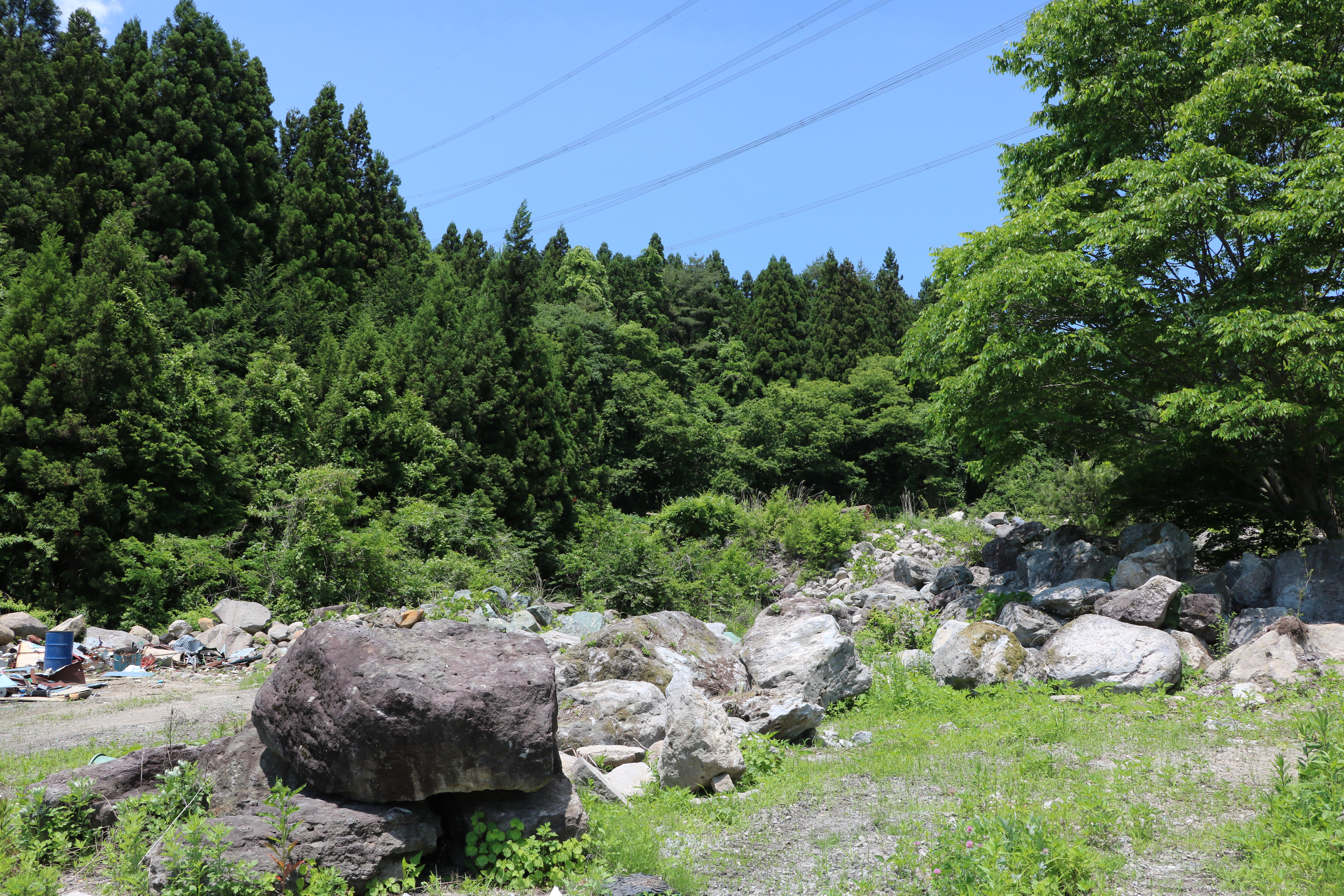
中山立坑跡地。

中山工区は熊谷組に対して発注され、1972年（昭和47年）7月20日に着工した。中山工区は当初計画では大宮起点112 km100 m地点から114 km900 m地点までの2,800 mを担当することになっており、112 km640 m地点の下り列車に対して本線右側20 mの離れの地点に立坑を建設して取りついた。立坑の地表面から施工基面までの深さは277.9 m、施工基面より下にさらに35.0 m掘り、総深度は312.9 mである。立坑の内径は6.0 mである。
中山立坑の地点では、基盤となる緑色凝灰岩層が隆起しており、立坑の313 mの深さのうち250 mほどが基盤の中に入っていた。このため四方木・高山の両立坑と異なり、工事中に湧水に悩まされることはほとんどなく順調に工事が進められた。他の立坑が難航を続ける中、中山立坑は1973年（昭和48年）10月12日には深さ313 mまでの掘削を完了した。その後バントン工事を1974年（昭和49年）1月31日から5月3日までかけて施工した。
なおこの中山立坑は、本坑の工事完成後は保線作業や渇水対策事業などで使用する見込みがなかったため、埋戻しが行われている。下部にはコンクリートを流し込み、その上は土砂を上部から投入して、コンクリートで蓋をして埋められている。

#### 小野上北斜坑

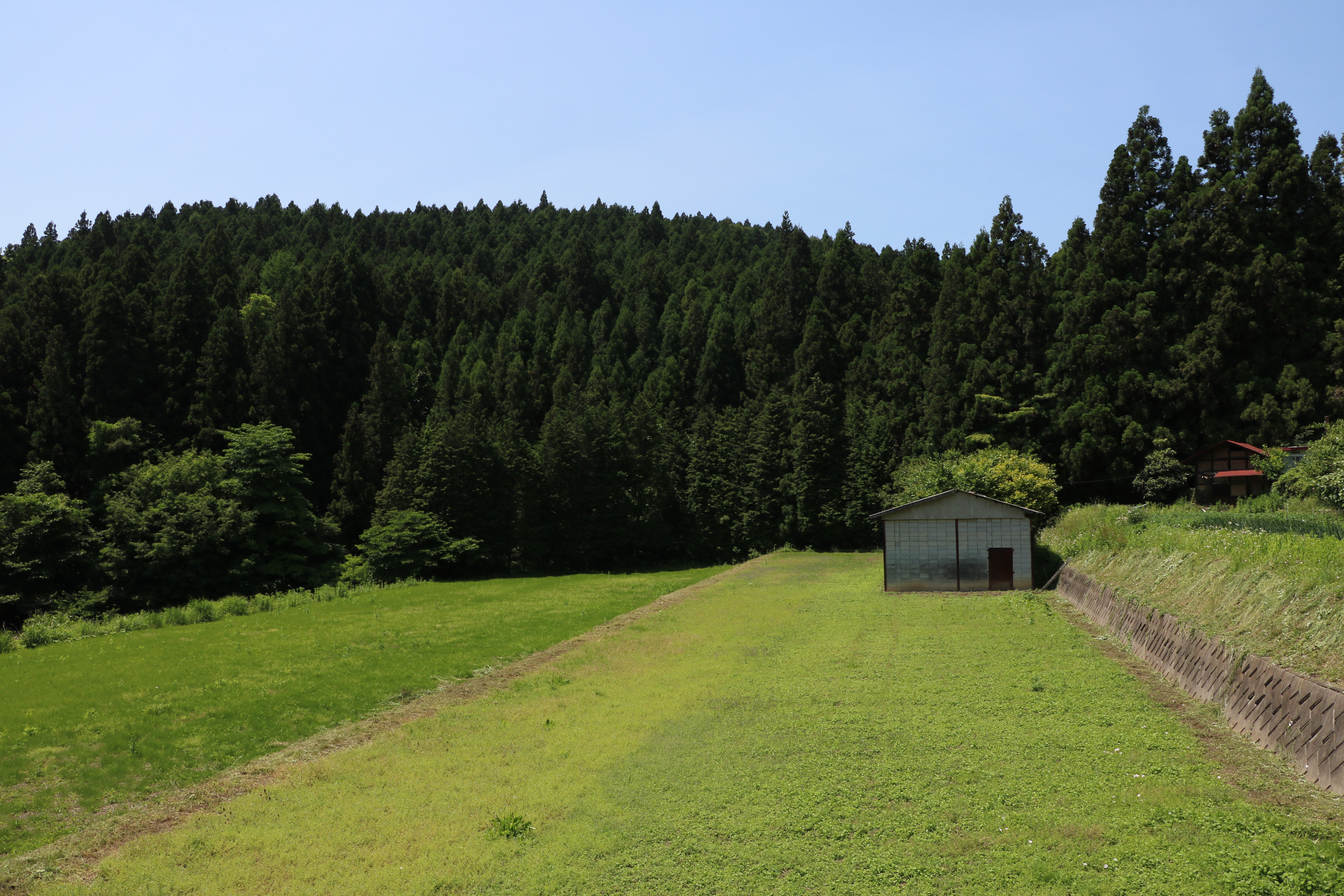
小野上北斜坑跡地。正面の杉木立の下部に設けられていた。

小野上北工区は三井建設に対して発注され、1973年（昭和48年）3月1日に着工した。小野上北工区は当初計画では大宮起点104 km610 m地点から106 km300 m地点までの1,690 mを担当することになっており、大宮起点104 km900 m地点に取り付く全長810 mの斜坑を建設することになった。中山トンネルで唯一の斜坑であり、その傾斜は14.5度である。
斜坑掘削開始当初から湧水が多く、深くなるにつれてさらに増大していった。457.8 mまで掘削した1974年（昭和49年）9月27日に切羽（トンネル工事の先端部）が崩壊し大出水事故を起こした。出水量は340 t/分にも達し、約10分間にわたって坑口から水が噴き出した。この水量は、100万人規模の都市の水道水を供給できる量である。出水事故当時先端にいた作業員は水に追われて斜坑を走って脱出することになった。また流出した水が斜坑付近にあった民家の床下浸水をもたらしている。
出水後、復旧工事を進めるとともにボーリング調査により地質を調査したところ、出水地点付近に20万立方メートルに及ぶ大滞水塊が存在することが判明した。ほとんど地中湖同然の水塊であり、その水圧が地山強度を超えたことが出水事故の原因であった。
現行ルートでの斜坑掘削継続は不可能とされたが、しかし隣接する小野上南工区も難航していたことから、双方の進捗状況を検討した上で、小野上北斜坑のルート変更を行って建設を継続する方針となった。斜坑口から188 mの位置で大宮方へ20度で分岐し、勾配18度で本坑へ到達する、分岐後の延長447 mの新斜坑の計画が決定され、1975年（昭和50年）11月に着手した。ところが新斜坑を掘るにつれて、旧斜坑の湧水量が減少してその分が新斜坑に出てくるような状態となり、再び難航するようになった。1976年（昭和51年）7月5日、新斜坑の掘削を中止し、再度検討を行った。その結果新斜坑であっても、旧斜坑の中止原因となった滞水塊の影響を受ける範囲を外れておらず危険であることがわかり、掘削を継続するためには注入作業を併用しなければならないことが判明した。一方でこの間に小野上南工区は順調に進行するようになっており、7月10日時点では工区境まで510 mのところまで来ていた。双方の進捗を考慮すると、小野上北斜坑が本坑位置に到達して本坑の掘削を開始できるよりも先に、小野上南工区からの掘削が到達すると考えられたことから、小野上北斜坑の工事継続を断念することになり、1976年（昭和51年）11月18日に契約解除となった。小野上北工区が担当するはずだった本坑の区間は、結果的に小野上南工区により建設されている。

### 本坑工事

#### 名胡桃工区

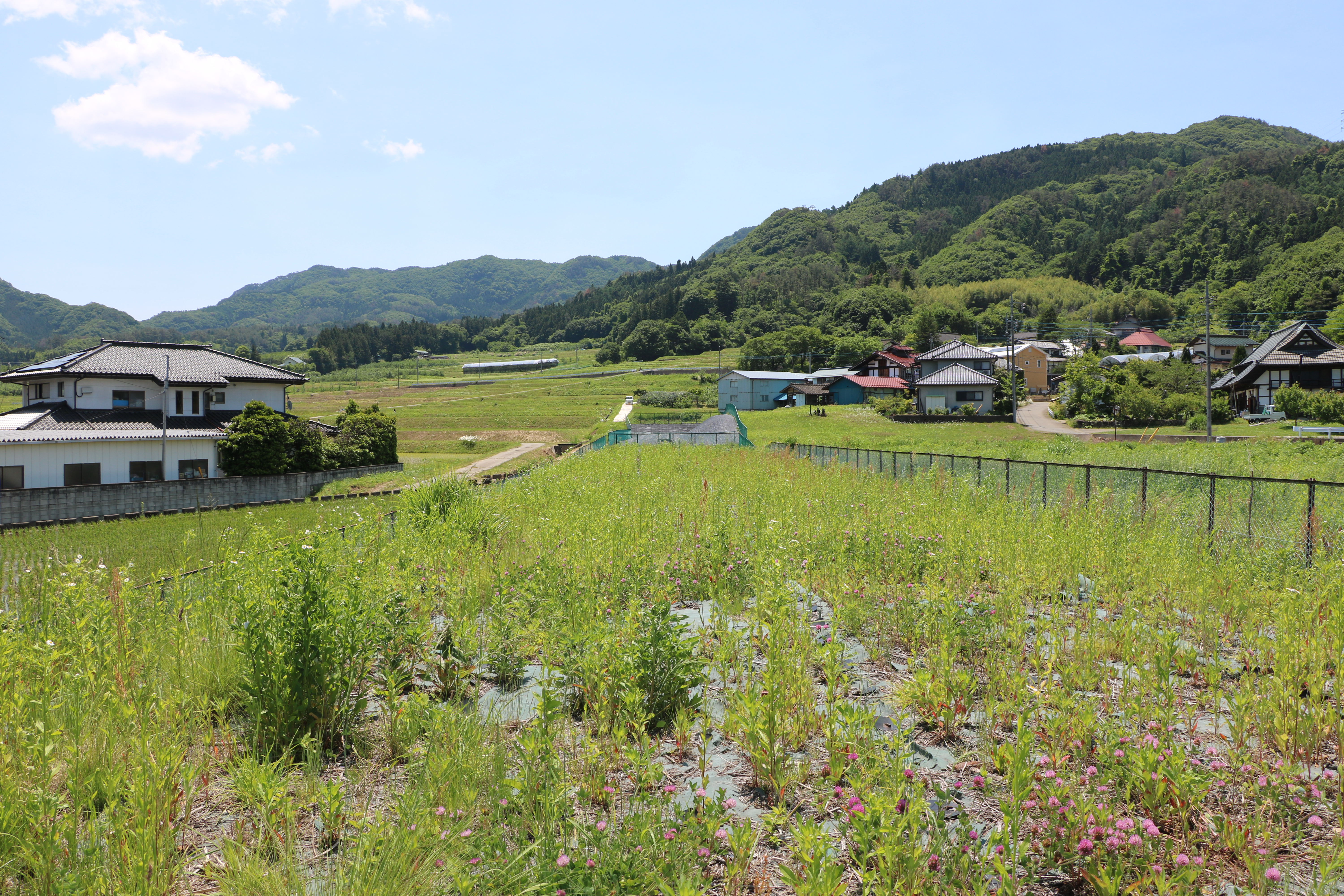
名胡桃工区の開削工法工事跡。トンネル北口付近から南方向を望む。

名胡桃工区は清水建設に対して発注され、1973年（昭和48年）1月10日に着工した。大宮起点114 km900 m地点から116 km540 m地点までの1,640 mを担当する工区で、新潟方の坑口からの工事となった。坑口側340 mを開削工法で施工した他は、底設導坑先進工法による機械掘削で順調に工事が進められた。下り勾配区間であったが、湧水の量は少なく問題とならなかった。1976年（昭和51年）7月31日に竣工した。結局、ほぼ予定通りに完成したのは名胡桃工区だけであった。

#### 小野上南工区

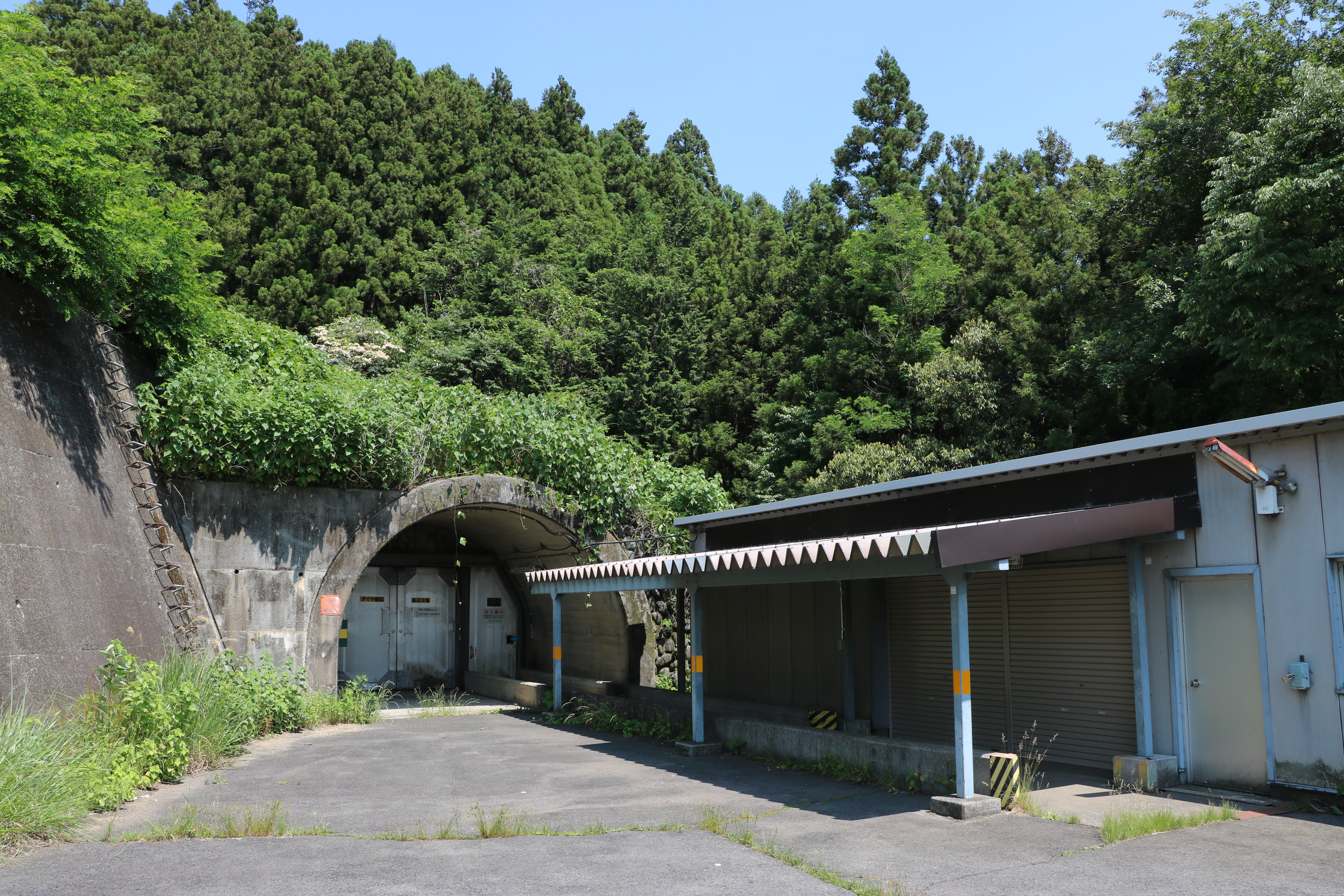
小野上南横坑。

小野上南工区は鉄建建設に対して発注され、1972年（昭和47年）9月1日に着工した。小野上南工区は当初の計画では大宮起点101 km710 m地点から104 km610 m地点までの2,900 mを担当することになっていた。大宮方の坑口を担当する工区であるが、坑口のすぐ前を国道353号（着工当時は主要地方道渋川中之条線）が通っており設備を設置できなかったため、下り列車に対して本線左側の丘陵から188 mの横坑を掘って本線の101 km860 m地点に取り付いて掘削工事を行った。この横坑は、後にトンネル巡回車両の基地として再利用された。
本坑は上り12パーミルの片勾配での掘削を進め、当初は底設導坑先進工法を使用した。土被りが厚くなり八木沢層に入るにつれて湧水量が増大したため、103 km760 m付近からサイロット工法（側壁導坑先進工法）に切り替え、水抜坑を掘りながら掘削を続けた。この際掘られた水抜坑は、高山工区本坑の同様の水抜坑とともに、トンネル微気圧波対策のために存置されている。小野上南工区が立坑による工区と異なるのは、上り勾配であるため湧水をポンプによらず自然排水できて、水没することがないということである。
こうして平均60 m/月で進行してきたが、105 km600 m付近で四方木累層泥岩部に遭遇し、安山岩部からの高圧湧水により掘進が困難となった。水抜き坑や止水注入を行い、吹付コンクリートによる支保を採用するなどして約6か月かけて突破した。その先では綾戸安山岩層に入り、柱状節理が発達していたため周辺からの湧水が多く、約4か月にわたって水抜きを続けてようやく水が止まり、この層を突破した。105 km950 m付近からは、水のほとんどない堆積岩層に入り順調に工事が進められたが、約20 m上は水を大量に含んだ八木沢層であり、やはり境界が不整合面を形成していた。このため慎重な掘削が行われ、一部で新オーストリアトンネル工法 (NATM) も採用された。106 km410 m付近からは八木沢層に入ることから、約4か月かけて薬液注入を実施し、これを完成させた。

#### 中山工区本坑
中山工区は1974年（昭和49年）7月から導坑掘削に着手した。この工区は湧水はあまりなかったが、膨圧および高熱に苦しめられることになった。地質は緑色凝灰岩であったが、強度が弱く土被りの大きさによる大きな圧力により掘削した区間の岩肌が次第に膨張してきて坑道が狭くなってきてしまうという問題が発生した。こうした膨圧の強い区間の対応として、サイロット工法が選択された。サイロット工法は側壁導坑先進工法とも呼ばれ、全断面のうち両側の壁になる部分に先に導坑を掘って壁面の覆工を行い、それから天井部分を掘ってアーチを形成し、最後に中央を掘削する方法である。しかしその導坑も膨圧により縮小が発生し、支保工は折り曲げられトロッコを走らせる線路は持ち上がり、通行も困難な状態となってしまった。このため既に掘った区間の掘削作業をやり直す「縫い返し」が必要になり、作業は一進一退となった。1975年（昭和50年）7月に113 km328 m地点までたどりついたが、その後約1年間前進することができなくなった。
また岩盤の膨張に伴い山からの発熱があり、坑内の温度が上昇したことも問題となった。コンクリートの硬化熱もあるため、坑内の温度は摂氏40度を超え、しかも湿度も100パーセントという状況になった。坑内にエアコンを設置してみたが、切羽部分だけ冷却しても、エアコンの排熱が他の部分を温めて灼熱となるため失敗した。また液体空気を散布する方法も試したが、局所的にしか役に立たず、霧が発生して作業に支障をきたして失敗した。結局坑内に氷柱をおき、作業員は水を浴びながら作業を続けることになった。しかし特に冬期には、坑内と坑外の気温差で体調を崩す作業員が続出した。
側壁導坑の膨圧対策として、1976年（昭和51年）5月からロックボルトと可縮支保工の試験施工を開始した。ロックボルトは、トンネル周辺の岩に2 - 3 mのボルトを打ち込んで人工的に岩の強度を強化しようというものである。一方可縮支保工は、周囲の岩盤を支えている柱（支保工）が圧力で座屈するのを避けるために、支保工の柱に可縮継手を入れて小さくできるようにしたものである。これにより、掘削後膨張が止まるまで1年ほどかかっていたのが、80日程度に短縮され、またその膨張量も抑えられて効果を上げることができた。
この成果を基に、新オーストリアトンネル工法 (NATM) を導入することになった。NATMでは、ロックボルトに加えて表面に吹付コンクリートを施工することで、さらにうまく膨圧に対処することができる。NATMは日本では中山トンネルにおいて初めて施工された。サイロット工法における導坑においても吹付コンクリートを併用することが検討されたが、温度が高いことや換気に問題があること、立坑の輸送能力の制約などから見送られている。すでに掘削を終えていた名胡桃工区側から、1977年（昭和52年）3月に断面90平方メートルのショートベンチ工法（断面を2段または3段に分割して順次掘削していく工法）でNATMの使用を開始した。これは成果を上げ、平均月進65 mを達成して延長800 mを施工し、中山工区と名胡桃工区の間が1977年（昭和52年）10月に貫通した。この日本初のNATM導入に対して、「強膨張性地山における吹付コンクリートとロックボルト併用を主体とするトンネル工法の設計・施工」という名目で、日本鉄道建設公団東京新幹線建設局および熊谷組に対して昭和53年度土木学会賞技術賞が与えられている。
一方中山立坑より大宮方では、四方木・高山の両工区の工事が難航していたこともあり、工区割の変更が行われて4回に渡る追加発注が行われ、当初の2,800 mの工区長に1,800 mが追加されて4,600 mとなった。1981年（昭和56年）12月に中山工区の工事が完成した。

#### 四方木工区本坑工事と1回目の出水事故
四方木工区では立坑着工以来5年10か月を要して、1977年（昭和52年）12月にようやく本坑掘削工事に着手した。四方木立坑の本坑基面高さ付近には八木沢層が存在して、その湧水が立坑の工事に大変な障害となったが、本坑周辺の地質は地上からのボーリング調査だけでは把握することが困難であった。そのため立坑坑底設備を準備している段階から、周辺に対して水平ボーリングを実施して地質調査を行い、下り列車に対して本線右側（東側）に堅固な閃緑玢岩が存在することが判明した。そこで工期を短縮するため、本坑東側の堅固な岩盤に迂回坑を掘って八木沢層を迂回し、隣接工区と連絡を図るとともに注入作業を行う基地を増やすことを狙った。こうして本坑の掘削と並行する形で、1978年（昭和53年）4月に迂回坑に着手された。
迂回坑は大宮起点106 km759 m40の地点から分岐し、四方木立坑から東へ伸ばしてその先で曲がり、新潟方は100 m、大宮方は140 m本坑から下り列車に対して右側に離れた位置を本坑に平行に伸ばして行った。当初はこのまま伸ばして本坑へ戻るようにする計画であったが、前方をボーリングで探りながら掘削していき、八木沢層があることが判明すると迂回するように曲げたため複雑な経路となった。新潟方の迂回坑は1979年（昭和54年）2月23日、全長822.9 mで本坑大宮起点107 km394 m74の地点に到達して完成した。また迂回坑より本坑に近いところに、本坑に対する注入を行うための注入基地を建設する工事を行った。
こうして迂回坑と本坑を並行して作業を行っていた1979年（昭和54年）3月18日に出水事故が発生した。この時点で新潟方は、迂回坑が本坑へ到達し、その先大宮起点107 km481 mの地点まで掘削が進んでいた。また立坑から直接新潟方への本坑は106 km804 m地点に到達していた。これに対して大宮方は、本坑が106 km661 m地点、迂回坑が410.4 m（本坑の位置にして106 km455 m地点）まで掘削が行われていた。
出水事故を起こしたのは、本坑掘削予定地点に対して側面から薬液注入を実施するために、新潟方迂回坑から分岐して掘削した注入基地であった。1979年（昭和54年）2月21日までに107 km086 m地点まで掘削した時点で、やや風化した岩盤が現れてきたために掘削を中止し、その地点で注入基地を設置する準備を進めていた。この時点では湧水はほとんどなかった。しかし3月16日になり100リットル/分ほどの湧水が発見されたため補強作業が開始された。17日には湧水が2トン/分に増加したこともあり、コンクリート覆工を行うことにし18日にその用意が整った。21時30分に確認した時点ではまだ湧水量は2トン/分程度であったが、22時に確認した時点では80トン/分にも及ぶ濁流が溢れだしていた。ただちに作業員の非常呼集がかけられ、51名の作業員が現場に急行して出水の阻止作業をしようとした。しかし出水現場の注入基地にたどり着くのも困難な状況で、そのうちに照明が消えたことから現場へ行くのを断念し、ポンプ室と変電施設の死守に方針を切り替えた。それでもあまりに水量が多く、水が止水壁を越えてポンプ室に流れ込み始めたため、23時45分に退避指令が出された。ところが、ポンプ室への浸水により電気系統がショートしており、立坑のエレベーターは動かなくなっていた。さらに立坑内の揚水ポンプの機能が停止したため、中継ポンプ室から溢れた水が滝のようにエレベーターに降り注ぎ、エレベーター内は大混乱に陥った。
地上では非常用発電機が立ち上がったが、坑内で電気系統がショートしているためすぐに停止してしまい、電気系統の切り替えが必要とされた。担当している電気主任は渋川市内の自宅におり、緊急連絡を受けて現地へ自動車で駆け付けた。この際に、現場までの山道を全速で走ったために運悪くパトカーの追跡を受け、それを振り切って現地へ駆けつけるほどであった。電気主任の系統切り替え作業により3月19日0時25分にエレベーターが動き始め、かろうじて51名は無事救出された。その後の朝の8時35分の時点で、立坑の底から約250 mのところまで水位が来て安定していることがわかり、四方木工区は完全に水没してしまった。
出水事故の原因は、注入基地建設の際にボーリングで八木沢層までの間隔を確認して掘削を止める位置を決めた際、間隔を4 m程度確保したつもりであったが、ボーリングの間隙に被りが薄くなっている地点があり、そこが水圧に耐えられなくなって崩壊し水が噴出したものと推定された。

#### 四方木工区復旧工事と1回目のルート変更
出水事故で水没した四方木工区を復旧するために、出水場所となった注入基地を閉塞する作業が行われた。これには、注入基地の360 m上部の地上からボーリングを行い、セメントミルクおよびモルタルを流し込むことで行われた。その上で、立坑に設置したポンプからの揚水量や、隣接する高山工区から行ったボーリングで排水された量と、立坑の水位の変化を比べることで、閉塞が確実に行われ水が止まったことが確認された。そこでポンプを設置し排水作業を行い、1979年（昭和54年）9月17日、出水事故から6か月後に排水作業を完了することができた。
排水完了後、損傷していたエレベーター関係の回路復旧や高圧ケーブルの敷設しなおし、損傷ポンプの撤去や代替ポンプの新設などの作業を行い工区の復旧を進めた。坑内の点検と清掃も行ったが、地上から閉塞のために注入した注入剤が迂回坑に流れ込んで堆積しており、その撤去まで新潟方への掘削作業を再開することができなかった。このため隣接する高山工区から導坑を貫通させ、新潟方からも応援の掘削を行った。最終的に四方木工区の復旧工事が完了したのは1980年（昭和55年）2月末のことであった。
なおこの四方木工区水没事故において水没した機材の費用は、工区を請け負っていた佐藤工業から公団に対して請求されたが、機材価格を偽るなどして総額6億2814万4000円の請求額のうち約1億5000万円が水増し請求であったことが会計検査院の調査で発覚し、1981年（昭和56年）11月26日の参議院大蔵委員会において追及を受けることになった。
中山トンネルのうち、四方木工区に属する大宮起点106 km400 mから107 km300 mほどの区間は、高圧の湧水を伴う過酷な地質条件にあることがこれまでに明らかになっていた。一方で迂回坑の掘削およびその際の地質調査により、本線より東側（下り列車に対して右側）には良好な地質の層が存在していることも明白になっていた。地質条件の悪い区間を直接掘削することも注入作業を行えば可能ではあったが、工期の短縮および工費の節約を図るためにはトンネルのルート変更を行って、地質の良い東側に本坑を移すことが有効であると考えられるようになった。四方木工区の水没事故をきっかけにルート変更の方針となり、1979年（昭和54年）9月20日に公団総裁に上申され、9月27日に承認されてルート変更が決定した。
地質分布の分析から、106 km600 m地点において従来の本坑から75 m東に移す方針が決定された。この時点で、大宮方に隣接する小野上南工区は105 km600 m付近まで接近してきており、その工事のやり直しをできるだけ少なくするように新たなルートを設定する必要があった。一方で新潟方に隣接する高山工区でも、108 km130 m地点付近において半径6,000 mの曲線の設定があり、それに抵触しないように設定する必要もあった。これに加えて、新幹線鉄道構造規則により最小曲線半径は4,000 mと規定されており、これを順守する必要があった。
こうして、下り列車に対して半径6,000 mの曲線で右へ曲がり、半径4,000 mの曲線で左へ曲がり、再び半径6,000 mの曲線で右へ曲がって元の本坑ルートへ戻る経路が決定された。従来の本坑より最大で85.81 m東にずれ、従来は八木沢層通過区間が約780 mであったところを約280 mに短縮した。

#### 高山工区本坑工事と2回目の出水事故
高山工区では、1977年（昭和52年）6月から本坑掘削に着手した。高山立坑の底付近は堅固な安山岩や閃緑玢岩であったこともあり、本坑工事は順調に進められた。
立坑より新潟方では、大宮起点109 km600 m付近から古子持火砕岩層に入った。湧水は少なかったが水圧が高いままであり、水抜きが困難で、しばしば土砂流出を繰り返した。迂回坑を建設したが、これも行き詰った。結局注入によって突破することになった。ソレタンシュ式注入工法を採用したが、工費が膨大であり月進6 - 10 m程度でしか前進できなかったため、異なる工法が検討された。その結果、ボーリング穴に真空ポンプを接続する水平バキューム排水工法（真空水抜工法）を採用することで月進30 m程度を達成することができた。1981年（昭和56年）10月に高山工区の新潟方が完成した。
一方高山工区の大宮方は良好な地質で順調に掘削を進めることができた。底設導坑先進上半工法により掘削を進めてきたが、108 km000 mから300 m付近には八木沢層が分布していることがわかり、108 km380 m付近からサイロット工法に切り替えた。ここでも迂回坑を掘ることが検討された。下り列車に対して本線右側（東側）の方が不整合面の尾根になっていると考えられたことから、東側に向かって迂回坑を掘ってみたが、ボーリングにより前方に八木沢層があることが確認され前進できなくなった。当初の見込みとは逆に、下り列車に対して本線左側（西側）に閃緑岩があることが判明し、こちら側に迂回坑が建設された。最大で180 mほど本坑から離れた場所を迂回して、1979年（昭和54年）10月に107 km900 m付近に到達することに成功した。これにより八木沢層の背後に回ることができたため、八木沢層を両側から攻略するとともに、この間に出水事故を起こして停滞していた四方木工区へ向けて掘削を進めることになった。
迂回坑により回り込んだ先で新潟方へ逆戻りするように本坑工事を進めて行ったが、108 km100 m付近で探りボーリングにより八木沢層が近づいていることが判明した。このため注入を実施して前進することになった。1980年（昭和55年）3月6日、108 km125 mまで導坑を前進させ、次のボーリングとコンクリート覆工を行う準備を進めていた。3月7日23時30分頃、108 km110 m付近で変状が見られ始め、補強作業を行ったものの8日9時30分頃40トン/分の大出水となった。この当時、四方木工区と高山工区の間の坑道がつながったばかりであったため、この水は両方の工区に流れ込んでいった。出水から1日半の間は両工区の揚水能力の範囲内であったため完全水没は免れていたが、3月9日17時30分に2次崩壊が発生し、110トン/分の大出水となって四方木工区と高山工区のすべてが水没した。四方木工区がようやく復旧したばかりの時期の出水事故であったため、関係者に大きな衝撃をあたえた。前年12月24日に、1982年（昭和57年）春に東北新幹線と上越新幹線を同時開業させる方針が発表された直後であったが、この時期に再度の出水事故の打撃は大きく、ついに上越新幹線は東北新幹線との同時開業を断念することになった。
今回の出水事故は、閃緑岩が半島状に伸びているところにトンネルの本坑を掘る形となったため、両側面から水圧がかかって岩盤が劣化したことが原因と考えられた。

#### 中山銀座と2回目のルート変更
前年の四方木工区出水事故の復旧工事と同様に、トンネル上部の地上からボーリングを行って閉塞作業を行うことになった。さらにこの作業期間を利用して、今後の本坑掘削工事に障害となる八木沢層の区間に対して地上から薬液注入作業を行っておくことになった。この注入作業を行うに際しては、その範囲をできるだけ少なくすることが求められた。このため、2回目のルート変更が決断されることになった。ルート変更は八木沢層を通過する区間をできるだけ少なくすることが目的であった。小野上南工区と四方木工区の境界付近にある100 mほどの八木沢層の区間はどうやっても避けることができないが、高山工区の八木沢層区間は回避して閃緑岩の層を通すことは可能であった。そのために80 km/h程度の速度制限を甘受して半径500 mの曲線を挿入することさえ議論された。残りの工程を詳細に検討した結果、高山工区の八木沢層は回避しなくても小野上南工区と四方木工区の境界付近の八木沢層よりは先に掘り抜ける見込みとなったことから、制限速度160 km/hで半径1,500 mの曲線を挿入することになった。1981年（昭和56年）1月7日に公団総裁に上申され、1月30日に承認されている。

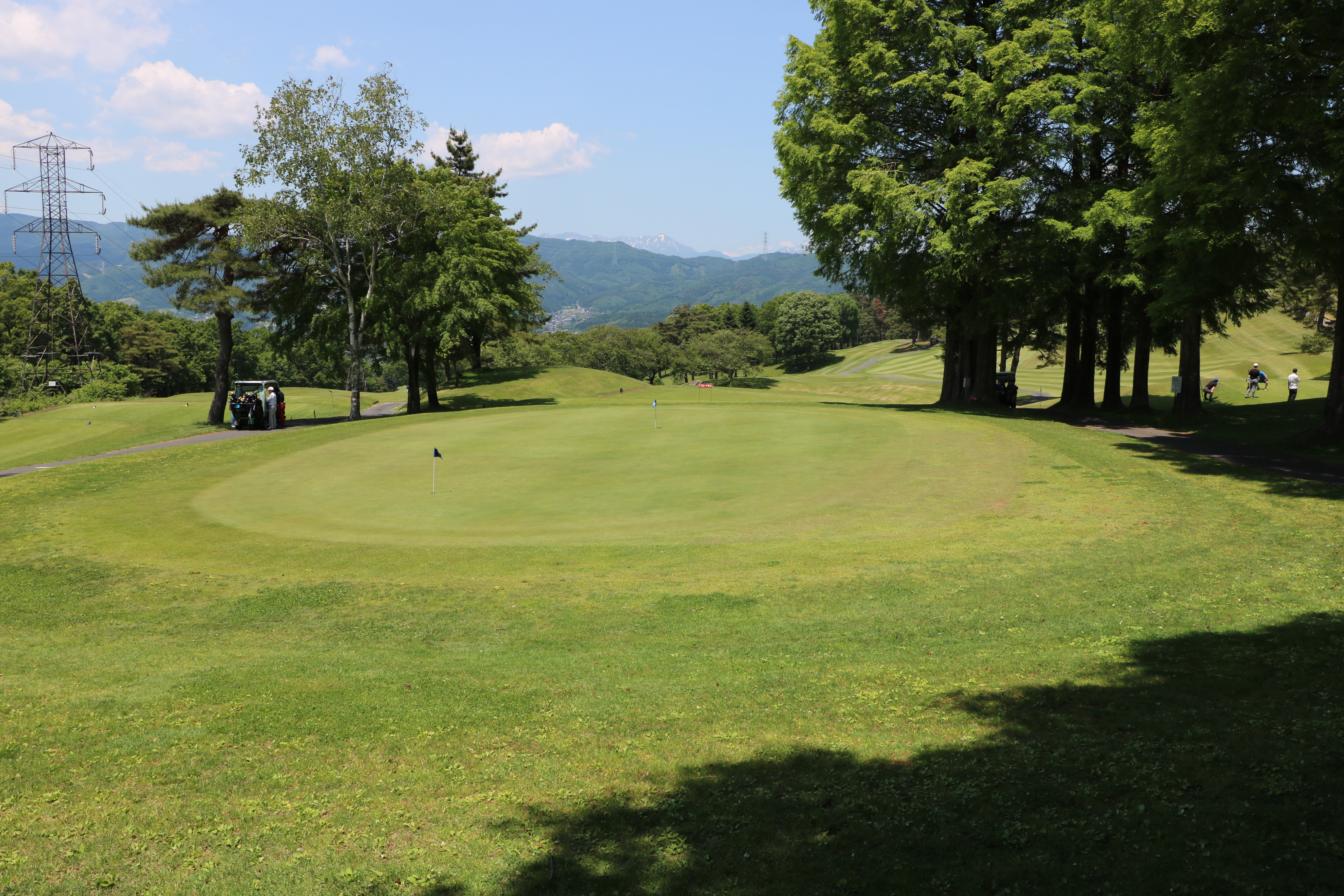
注入ボーリングが行われたノーザンカントリークラブ上毛のスタートティーグラウンド。ボーリングが行われた地点は2018年現在、IN、OUTスタートホールに挟まれたパット練習場（画像中央）になっている。

このルート変更により、下り列車に対して半径6,000 mの曲線で右に曲がり、さらに半径2,000 mの曲線で右に曲がって、半径1,500 mの曲線で左へ、続いて右へ曲がって元の半径6,000 mの右曲線につなぐ複雑な迂回経路が設定された。2回のルート変更の結果、2か所の重キロ程が発生した。108 km120 m60地点でキロ程が20 m60巻き戻されて108 km100 m00となり、また108 km476 m67地点でやはり6 m32巻き戻されて108 km470 m35となって、都合26 m92のキロ程が重複している。この変更により、八木沢層を通過する区間は最終的に約140 mにまで短縮された。
こうして変更されたルート上の八木沢層区間に対して、地上からの注入作業が始められることになった。注入区間は106 km422 m - 106 km550 mの144 m、106 km638 m - 106 km692 mの54 m、108 km031 m - 108 km229 mの198 mの合計396 mとされた。そのために注入箇所の直上に敷地が必要とされた。前の2区間は直上が県道と国有林であったため、借地しあるいは道路を付け替えることで対処することができた。しかし最後の1区間は直上がゴルフ場（ノーザンカントリークラブ上毛ゴルフ場）であった。しかも直上にあたるのはスタートホールのティーグラウンドで、仮に営業休止となれば補償額が大きくなることは免れなかった。しかしゴルフ場側の理解を得て、ティーグラウンドを通常より前に出してボーリング作業を行うことができた。
こうして注入作業が開始された。日本全国からボーリングマシンが100台以上集められ、ボーリング技術者の90パーセント以上が中山に集結した。作業は昼夜兼行で行われ、多数のやぐら群が煌々と照明で照らし出される幻想的な夜景は、誰からともなく「中山銀座」と称されるようになった。平均360 mの深さのボーリングを643本行い、16万立方メートルに及ぶ薬液を注入した。このための費用は257億円にも上ったとされる。坑外からの注入は、長いボーリングが必要であることや効果を確認しづらいこと、薬液の注入の無駄があることなど、費用面では明らかに不経済な方法であったが、上越新幹線全体の開業時期が中山トンネルの完成にかかっている以上やむを得ないものであった。この時期新潟県内の平野部ではすでに線路が完成し、1980年（昭和55年）11月5日からは試運転が始まっていたのである。注入作業は工区が復旧した後の1981年（昭和56年）6月まで継続された。
揚水量と水位の変化などから閉塞が完了したことが見込まれると、ポンプを増設して揚水量が増やされ、1980年（昭和55年）8月20日に高山工区、8月27日に四方木工区の排水がそれぞれ完了した。11月上旬に両工区の復旧作業が完了した。

#### トンネルの完成

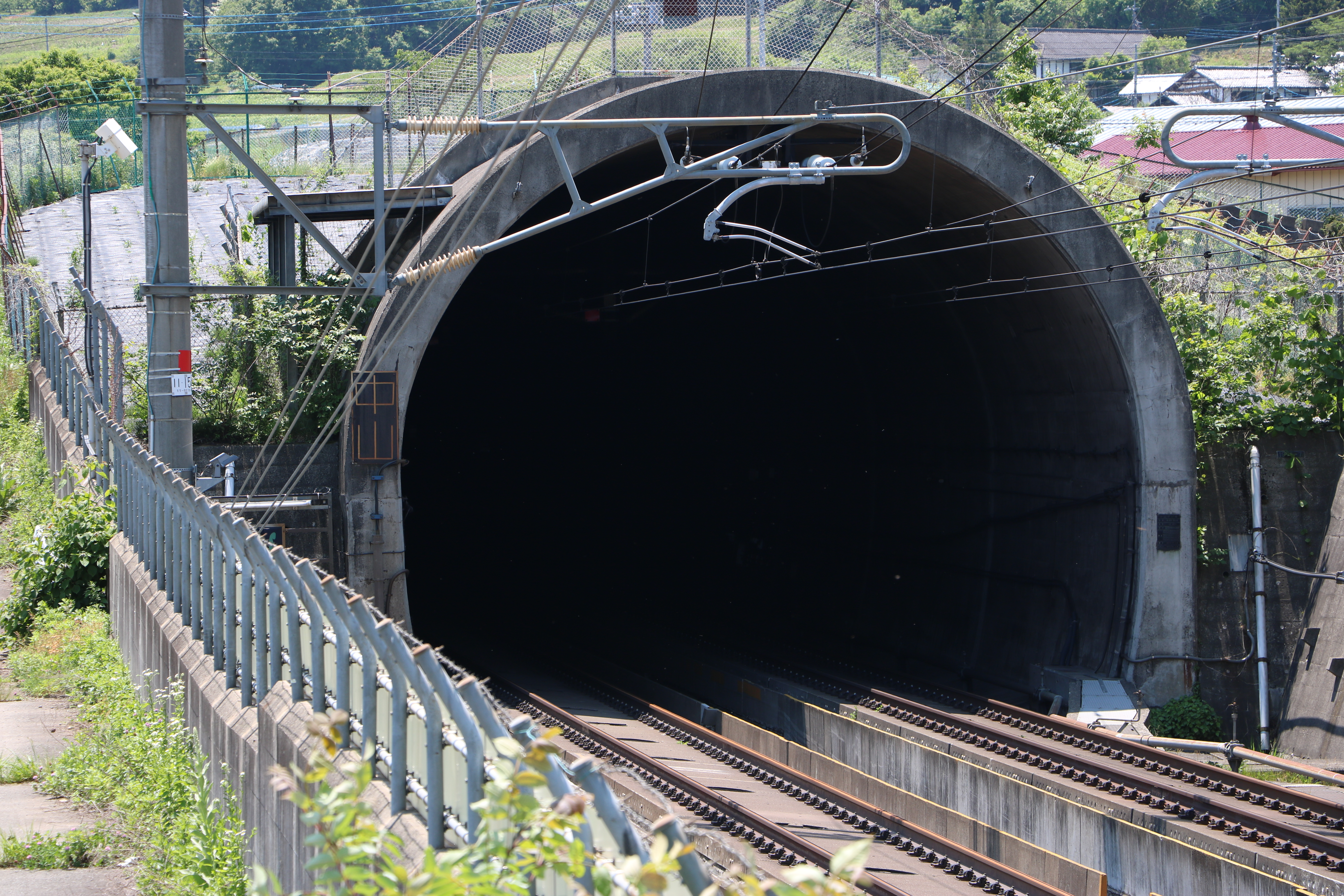
中山トンネル北口

中山トンネルの完成に上越新幹線全体の開通時期が依存していたこともあり、水没した工区の復旧後は工事が急ピッチで進められた。地質・残工事量・後続作業との兼ね合いなどを検討の上で工区割が再編された。作業員約2,000名が投入され、迂回坑を利用して増やされた本坑掘削現場で24時間3交代制の猛スピードで工事が進められた。四方木工区では、立坑でズリを運ぶ装置の稼働率が93パーセントに達するという記録的な値となった。1981年（昭和56年）8月、上越新幹線の開業予定が翌1982年（昭和57年）の11月と発表された。これに間に合わせるためには、トンネルを3月までに完成させて後工程の軌道工事・電気工事に引き渡す必要があった。
1981年（昭和56年）10月から12月にかけて、中山工区と高山工区の本坑工事が順次完了していき、残されたのは四方木工区と小野上南工区の境界付近となった。この区間では1981年（昭和56年）7月27日に迂回坑が貫通した。これは、迂回坑ではあったが中山トンネルの全区間が貫通したことを意味し、また四方木・高山の両工区が下流の小野上南工区とつながったことで、水没の恐れがなくなったことも意味した。小野上南工区の本坑工事は11月末まで続けられ、106 km430 m地点で完了した。これは当初設定の工区では小野上北工区を完全に含み、四方木工区の大宮方130 mまでをも含むもので、総延長は4,720 mとなった。そして四方木工区側から残り40 mの工事が行われ、12月23日に貫通してようやく中山トンネル全区間の本坑が貫通した。
1982年（昭和57年）3月17日、群馬県知事や近隣町村長、公団総裁や請負会社の社長らが臨席して、中山トンネル完成式が行われた。代表者により最後の軌道用コンクリートの打設が行われた。これによりトンネルは土木工事から軌道工事に引き渡された。
トンネルの建設がまだ行われている中でも、既に完成した区間では軌道の敷設が始められていた。引き渡しを受けて最後の区間の工事が進められ、4月に軌道工事が、5月に電気工事が完了した。7月23日に試運転が開始され、11月15日についに開通を迎えることができた。
14,857 mのトンネルに、約10年の歳月とのべ230万人の作業員が投入された。中山トンネルのメートル当たりの建設費は約839万円に上り、上越新幹線の全トンネルの平均約330万円を大きく上回った。わけても2回水没し、八木沢層に苦しめられた四方木工区の建設費はメートル当たり3467万円という多額に上った。トンネルの長さ14,857 mをかけると、総額は1246億5023万円となる。この他に、渇水対策費として約119億円を費やしている。これだけの難工事であった中山トンネルであるが、上越新幹線全体で72名の殉職者を出しているのに対して、2名（資料によっては4名）の犠牲に留まっている。2回の水没事故も犠牲者を出すことがなかった。このトンネルを、新幹線は約4分で走り抜ける。

### 渇水対策

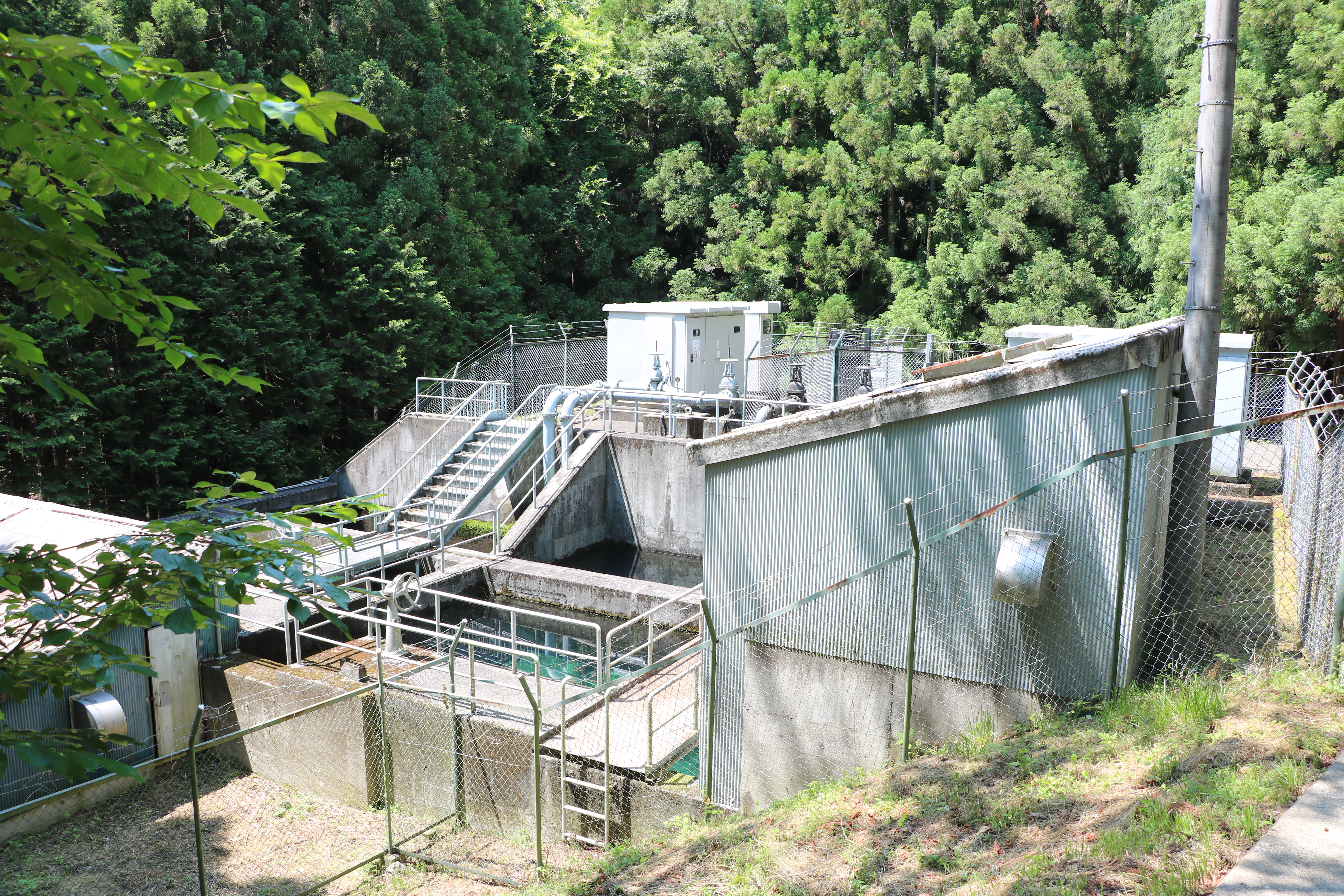
八木沢揚水立坑。八木沢谷底かつトンネルの真上に立地する。

トンネル工事に伴い、地表では渇水の被害が広がった。特に小野上南工区では、坑口からの自然排水によりどんどん水を抜いていたので、その上部にあたる小野上村・子持村において深刻な被害が発生した。沢が1本干上がり、その他の沢も水量が減少し、水道用の揚水井戸では水位が下がってポンプによる汲み出しができなくなった。こうした問題の対処のために給水車が随時出動した。代掻きをする時期には農業用水の不足が問題となり、トンネル湧水や近くの川の水をポンプアップして対応したが、水量の不足に対処するために各農家での代掻きの時期の調整が必要となった。小野上南工区が柱状節理にぶつかって大量の湧水が発生した際には、小野上村の基幹水源地の水源が枯渇し、トンネル湧水を水源地に送る全長約5 kmの配管を村道に沿って急遽建設して断水を防いだ。
中山トンネル工事に伴う渇水で、高山村・小野上村・子持村の3村で合計約6,300人に何らかの飲料水被害が生じた。また農業用水被害を受けた面積は83ヘクタールに上る。期間中のべ4,600回の給水車出動があった。飲料水対策として水源地の付け替えなどが行われ、農業用水対策としても立坑の底に設置されたタービンポンプにより揚水して給水するようになっている。トンネル完成後も、高山立坑と四方木立坑は水道用の揚水施設として使用が継続されている。農業用水に関しては、17億3200万円の渡し切り補償が村に対して行われ、これを原資に基金を設立して運用益により立坑と揚水施設の維持管理が行われてきた。しかし金融情勢の変化により、年間数千万円に上る維持管理費を基金の運用で生み出すことは困難となってきた。また建設以来30年以上が経過して、安全性にも懸念がもたれるようになってきた。今後のことを考えると地下350メートルにある揚水ポンプを維持しながら農業経営を続けていくことは困難との考えになり、2015年度（平成27年度）までに維持管理費の少ない3か所の深井戸を掘って、ここからの給水に切り替えが行われた。それから3年を経ても特段水不足などの問題は生じなかったことから、揚水場を廃止する方向で村とJRの間で協議が行われている。

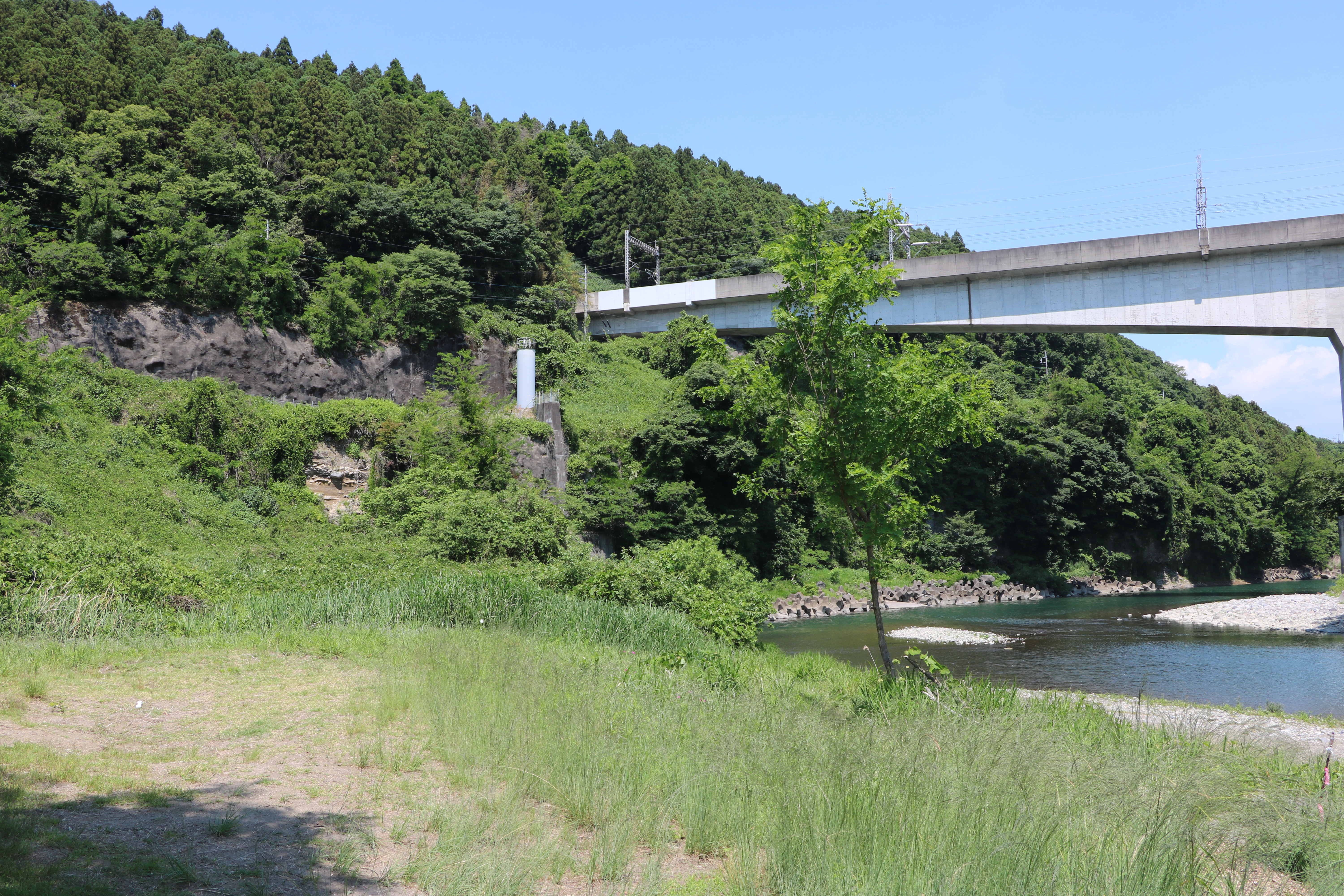
中山トンネル南口と放流塔。すぐ下に吾妻川が流れる。

完成後の坑内湧水は54トン/分程度で、このうち30トン/分程度は吾妻川に放流されている。本線101 km740 m地点に立坑が設置され、そこから国道353号の下を通って受水槽へ送られ、放流塔から吾妻川に放流されている。

## 年表
- 1972年（昭和47年）
  - 2月8日 - 四方木工区発注[40]。
  - 4月 - 四方木立坑着工[61]。
  - 7月20日 - 中山立坑着工[92]。
  - 8月 - 高山立坑着工[81]。
  - 9月1日 - 小野上南工区着工[35]。
- 1973年（昭和48年）
  - 1月10日 - 名胡桃工区着工[35]。
  - 1月27日 - 高山立坑掘削開始[83]。
  - 3月1日 - 小野上北斜坑着工[36]。
  - 10月12日 - 中山立坑坑底到達[92]。
- 1974年（昭和49年）
  - 1月31日 - 中山立坑バントン工事着手[93]。
  - 5月3日 - 中山立坑バントン工事完了[93]。
  - 7月 - 中山工区本坑掘削開始[106]。
  - 9月27日 - 小野上北斜坑出水事故[96]。
- 1975年（昭和50年）
  - 11月 - 小野上北斜坑経路変更工事着手[96]。
- 1976年（昭和51年）
  - 5月 - 中山工区側壁導坑においてロックボルト試験施工開始[111]。
  - 6月4日 - 高山立坑坑底到達[80]。
  - 7月5日 - 小野上北斜坑掘削中止[97]。
  - 7月31日 - 名胡桃工区竣工[35]。
  - 8月12日 - 四方木立坑坑底到達[67]。
  - 10月15日 - 高山立坑バントン工事着手[91]。
  - 11月18日 - 小野上北斜坑の継続を断念、小野上北工区の契約を解除し廃止[37]。
- 1977年（昭和52年）
  - 3月 - 名胡桃工区側から中山工区のNATMによる掘削を開始[172]。
  - 4月27日 - 四方木立坑バントン工事着手[42]。
  - 5月15日 - 高山立坑バントン工事完了[91]。
  - 6月 - 高山工区本坑掘削開始[136]。
  - 10月 - 名胡桃工区側からの迎え掘りにより中山工区まで貫通[116]。
  - 11月30日 - 四方木立坑バントン工事完了[42]。
  - 12月 - 四方木工区本坑掘削開始[118]。
- 1978年（昭和53年）
  - 4月 - 四方木工区迂回坑着工[119]。
- 1979年（昭和54年）
  - 2月23日 - 四方木工区新潟方迂回坑完成[122]。
  - 3月18日 - 四方木工区出水事故[123]。
  - 5月1日 - 四方木工区出水地点の閉塞のためのボーリング作業開始[118]。
  - 9月17日 - 四方木工区排水完了[131]。
  - 9月20日 - 1回目のルート変更を公団総裁に上申[134]。
  - 9月27日 - 1回目のルート変更を承認[134]。
  - 10月 - 高山工区大宮方迂回坑完成[173]。
- 1980年（昭和55年）
  - 2月末 - 四方木工区復旧工事完了[118]。
  - 3月8日 - 高山工区出水事故[142]。
  - 4月23日 - 高山工区出水地点の閉塞のためのボーリング作業開始[174]。
  - 8月20日 - 高山工区排水完了[155]。
  - 8月27日 - 四方木工区排水完了[155]。
  - 11月上旬 - 四方木・高山両工区復旧工事完了[146]。
  - 11月27日 - 施工再開[175]。
- 1981年（昭和56年）
  - 1月7日 - 2回目のルート変更を公団総裁に上申[27]。
  - 1月30日 - 2回目のルート変更を承認[27]。
  - 6月 - 坑外注入を完了[154]。
  - 7月27日 - 四方木工区と小野上南工区の間の迂回坑が貫通、これにより全工区の間が貫通[158]。
  - 10月 - 高山工区新潟方本坑掘削完了[140]。
  - 11月 - 高山工区大宮方本坑掘削完了[145]。
  - 11月末 - 小野上南工区本坑掘削完了[159]。
  - 12月 - 中山工区本坑完成[106]。
  - 12月23日 - 四方木工区と小野上南工区の間の本坑が貫通、中山トンネル全区間の本坑が貫通[159]。
- 1982年（昭和57年）
  - 3月17日 - 中山トンネル完成式[160]。
  - 4月 - 軌道敷設工事完了[60]。
  - 5月 - 電気工事完了[60]。
  - 7月23日 - 全線試運転開始[162]。
  - 11月15日 - 供用開始[162]。

## 技術的な影響と教訓
中山トンネルは、日本のトンネル建設史上屈指の難工事として知られるようになった。これは事前の地質調査をろくに行わずに建設するという、技術の基本を無視した行いの結果であった。中山トンネルや、ちょうど同時期に公団が建設を進めていた北越急行ほくほく線で建設に19年を要した鍋立山トンネルの教訓を受けて、改めて事前の地質調査と慎重なルート選定の重要性が広く認識されることになった。以降は、新幹線といえども直線的なルート選定に必ずしもこだわらず、北陸新幹線飯山トンネルのように難工事となる地層を最短距離で横断できるように曲線を描いた線形が採用されるようになった。これにより建設費の低減にも効果を発揮している。

### 新たに導入された工法
今回の中山トンネル工事では日本で初めて、新オーストリアトンネル工法 (NATM) が導入された。これは巨大な膨圧に対応するために導入された一手法であったが、その成功にトンネル技術者からの注目が集まった。さらに同時期に、オーストリアでNATMの視察をして帰国した日本国有鉄道（国鉄）の技術者が、多くのトンネルでNATMによる施工に切り替えを断行したこともあり、NATMの採用が広がっていった。当初は慣れない吹付コンクリートの作業に手間取り、工期が長引いて工費が高騰するとの反対もあったが、慣れるにつれて作業が1か所に集中して管理しやすいことや作業員を減らせること、落石による事故を防げること、そして工費も低減できることがわかってきた。
本格導入から10年も経たない1987年度（昭和62年度）、土木学会はトンネル標準示方書を改定し、NATMをトンネル工事の標準工法と定め、従来の鋼製支保工を用いた工法を特殊工法とした。中山トンネルでのNATM施工は、それまで個別作業員の能力に頼ることの多かったトンネル掘削を初めて工学と呼べる水準に引き上げ、その後の日本のトンネル工学の発展に大きく寄与した。
薬液を注入する工法についても、中山トンネルが大きな役割を果たした。注入工法は古くから地質の悪いところを改良する方法として使われてきたが、信頼性のある手法とは言えなかった。中山トンネルの厳しい条件下で失敗を繰り返しながら注入剤と注入方法の改良が進められ、初めて信頼性のある工法として定着することになった。有機廃液によるバクテリア発生の問題を解決するために、実験段階であった新しい注入剤を試行し、これは後のトンネル工事において広く使われるようになった。中山トンネル以降では、注入工法はトンネル工事だけではなく地盤改良などにも多用される技術となった。